# Województwo łódzkie
Województwo łódzkie – jedno z 16 województw Polski, położone w centralnej części kraju. Obejmuje obszar o powierzchni 18 218,98 km². Według danych z 1 stycznia 2023 roku województwo zamieszkiwały 2 378 483 osoby. Ma najmniejszą lesistość w kraju. Siedzibą władz województwa jest Łódź.

## Historia
Administracyjne i gospodarcze kształtowanie się województw łęczyckiego, sieradzkiego, sandomierskiego (dawnych kasztelanii zapilickich w jego zachodniej części), rawskiego (zachodniej części) i łódzkiego w ciągu całej historii państwowości polskiej zostało szczegółowo przedstawione w monografii prof. Marka Kotera. Rdzeń województwa łódzkiego stanowi historyczna ziemia łęczycko-sieradzka (Polska Środkowa) złożona z ziemi łęczyckiej, ziemi sieradzkiej i ziemi wieluńskiej, które się całkowicie pokrywają terytorialnie z przedrozbiorowymi województwami łęczyckim i sieradzkim.

W poniżej przedstawionym schemacie zostały uwzględnione tylko te dawne jednostki administracyjne, w skład których wchodziła znacząca część województwa łódzkiego.

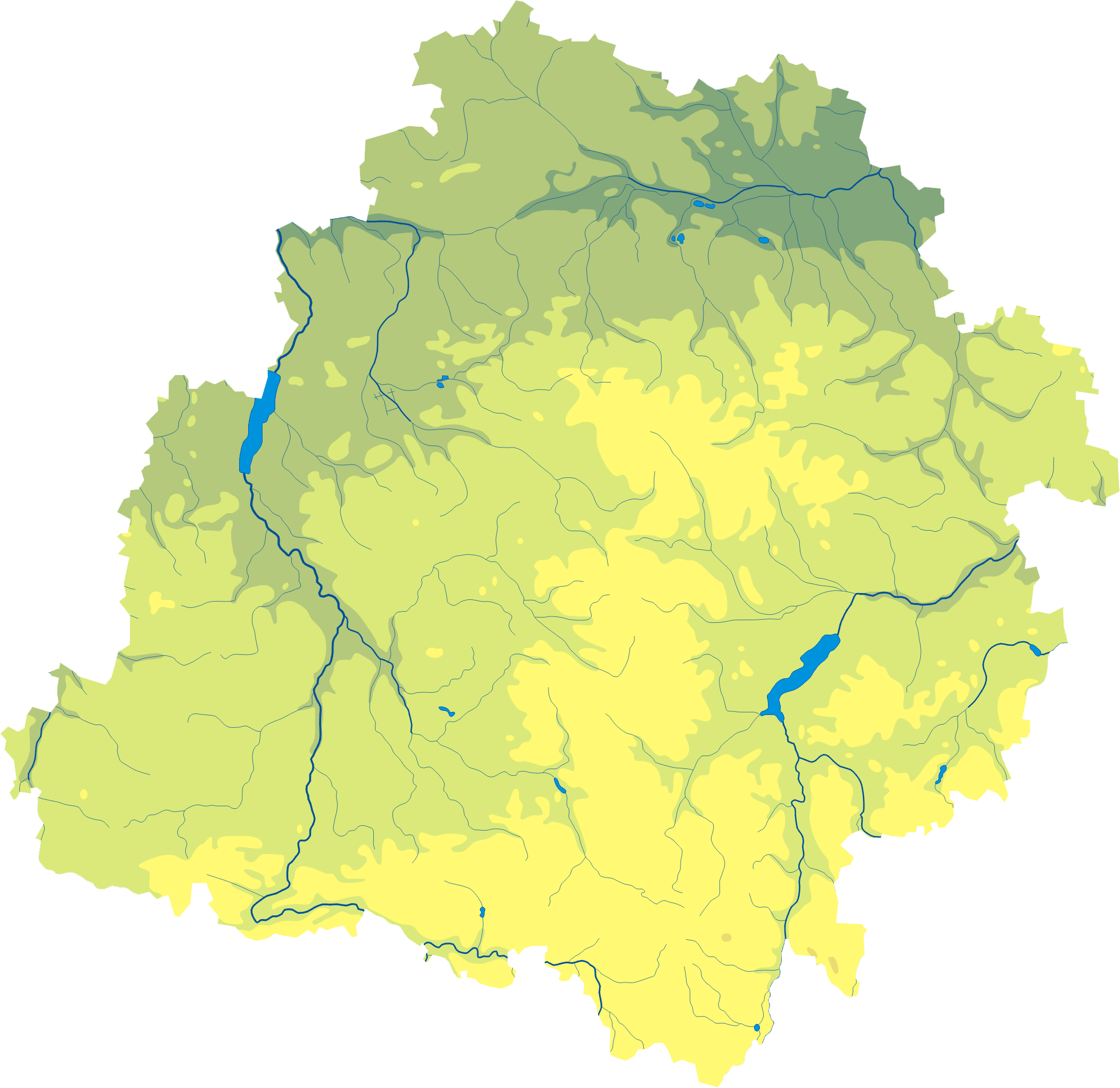
Mapa fizyczna województwa łódzkiego

### Piastowskie jednostki administracyjne od przełomu XI/XII w. do XIII w.
Prowincja łęczycka i Kasztelania rudzka (wieluńska).

### Województwo łódzkie od 1999
Utworzone w 1999 roku z województw poprzedniego podziału administracyjnego:
- miejskiego łódzkiego (w całości)
- sieradzkiego (w całości)
- piotrkowskiego (oprócz gmin Fałków i Kluczewsko)
- skierniewickiego (oprócz gmin powiatów sochaczewskiego i żyrardowskiego)
- płockiego (tylko gminy powiatów kutnowskiego i łęczyckiego oraz gmina Kiernozia)
- kaliskiego (tylko gminy powiatu wieruszowskiego)
- częstochowskiego (tylko gminy: Gidle, Nowa Brzeźnica, Pajęczno, Strzelce Wielkie i Żytno)
- konińskiego (tylko gminy Uniejów, Grabów i Świnice Warckie)
- radomskiego (tylko gmina Drzewica).

### Losy przygranicznych obszarów województwa łódzkiego
Dodatkowo poza przestawionym schematem, przygraniczne obszary obecnego województwa łódzkiego znajdowały się w następujących jednostkach administracyjnych:
- Zachodnie części województwa wchodziły w skład różnych odsłon województwa poznańskiego w latach 1938–1939, 1945–1950 i 1950–1975 oraz w skład województw kaliskiego i konińskiego w latach 1975–1998. Najbardziej niekorzystny przebieg granicy dla łódzkiego był w 1938–1939 i 1945–1950, kiedy granica przechodziła w pobliżu Wróblewa, Warty, Poddębic i Łęczycy. Dzisiaj poza województwem łódzkim dalej znajdują się duże fragmenty ziemi łęczyckiej, sieradzkiej i wieluńskiej (okolice Kłodawy, Dąbia, Turku, Dobrej, Stawu, Ostrzeszowa, Kępna, Grabowa nad Prosną, Mikstatu). Wspomniane zmiany na niekorzyść województwa łódzkiego są konsekwencją podziału ziemi łęczycko-sieradzkiej między Kalisz i Warszawę w latach 1795–1844 oraz Kalisz i Piotrków Trybunalski w latach 1867–1914. Było to dodatkowo spotęgowane w latach 1815–1914 przez przebieg granicy rosyjsko-pruskiej przez środek ziemi wieluńskiej (i ziemi kaliskiej), w wyniku czego tereny przedrozbiorowego powiatu ostrzeszowskiego (Ostrzeszów, Kępno, Grabów nad Prosną, Mikstat), które znalazły się po stronie pruskiej, zostały na stałe utracone na rzecz wielkopolskich województw.
- Pięć gmin południowej części województwa wchodziło w skład województwa częstochowskiego (1975–1998). Ale dzisiaj poza województwem łódzkim dalej znajdują się południowe fragmenty ziemi sieradzkiej i wieluńskiej w województwie śląskim (w północnych częściach powiatów częstochowskiego i kłobuckiego) i województwie opolskim (okolice Praszki); proces zaboru ziemi łęczycko-sieradzkiej rozpoczął się od reformy administracyjnej w 1950, kiedy to południowa część ziemi sieradzkiej (mniejsza niż dzisiaj) znalazła się w województwach katowickim i kieleckim.
- Tereny na południowy wschód od Pilicy. Trzy kasztelanie zapilickie  / nadpilickie (skrzyńska, żarnowska i małogoska) były częścią prowincji łęczyckiej i księstwa łęczyckiego do 1239 lub 1241, kiedy to zostały utracone na rzecz księstwa sandomierskiego i ziemi sandomierskiej[14]. W przedrozbiorowym województwie sandomierskim tereny te obejmowały cały powiat opoczyński, większość powiatu chęcińskiego i niewielką część powiatu radomskiego. Po raz pierwszy tereny te znalazły się w woj. łódzkim w latach 1946–1950; wówczas była to większość powierzchni tych kasztelanii. W 1950, całość tego obszaru trafiła do województwa kieleckiego. Okolice Opoczna i Przedborza znalazły się w województwie piotrkowskim (1975–1998) i łódzkim po 1998. Obecnie około 1/3 powierzchni kasztelanii zapilickich znajduje się w woj. łódzkim, reszta w województwach świętokrzyskim i mazowieckim.
- Północno-wschodnia część województwa to części ziemi rawskiej, ziemi sochaczewskiej i ziemi gostynińskiej, które wchodzą w skład Mazowsza. Obszary te znajdowały się razem z ziemią łęczycką w jednostkach administracyjnych ze stolicą w Warszawie w latach 1795–1867, ponownie były oddzielone od ziemi łęczyckiej w latach 1867–1946 i znajdowały się w woj. łódzkim w latach 1946–1975 i od 1998 roku. Kutno było częścią prowincji i księstwa łęczyckiego do przełomu XIII i XIV w., kiedy zostało przyłączone do Mazowsza wraz z północnymi okolicami miasta[15][16] i dzieliło losy ziemi gostynińskiej. Inowłódź i okolice zostały przyłączone do księstwa łęczyckiego ok. II poł. XIII w.; w latach 1919–1946 znajdował się poza jednostkami administracyjnymi związanymi z ziemią łęczycko-sieradzką (włącznie z województwem łódzkim).

### Województwa I Rzeczypospolitej w latach XIV w. – 1793

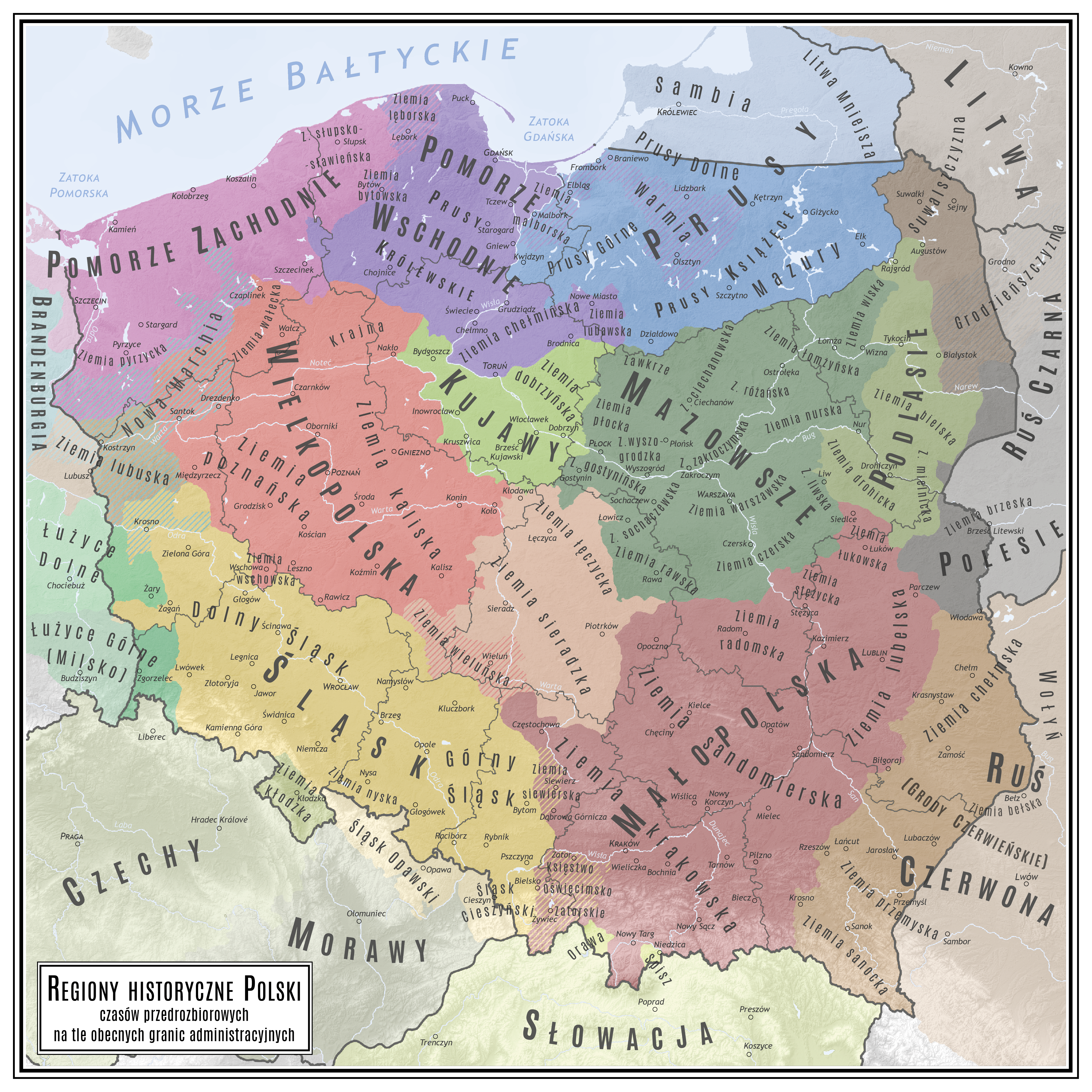
Rdzeń województwa łódzkiego stanowi historyczna ziemia łęczycko-sieradzka (złożona z ziemi łęczyckiej, ziemi sieradzkiej i ziemi wieluńskiej). Dodatkowo we wschodniej części województwa znajdują się fragmenty Mazowsza i Małopolski.

## Geografia

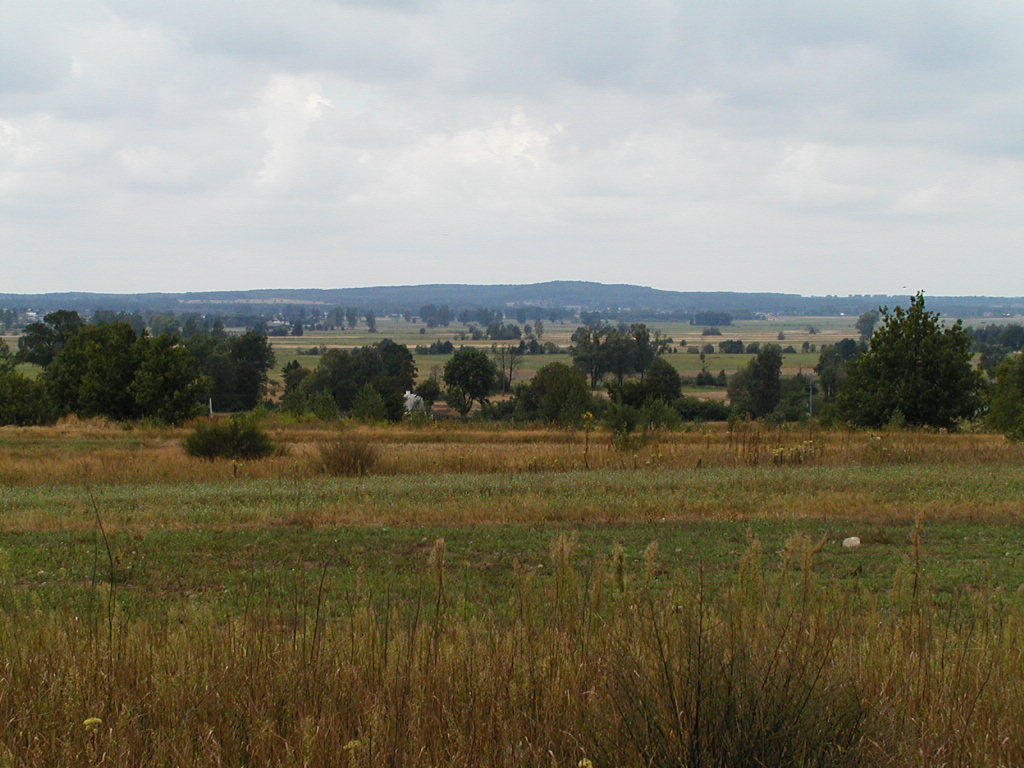
Widok na Diablą Górę na Wzgórzach Opoczyńskich

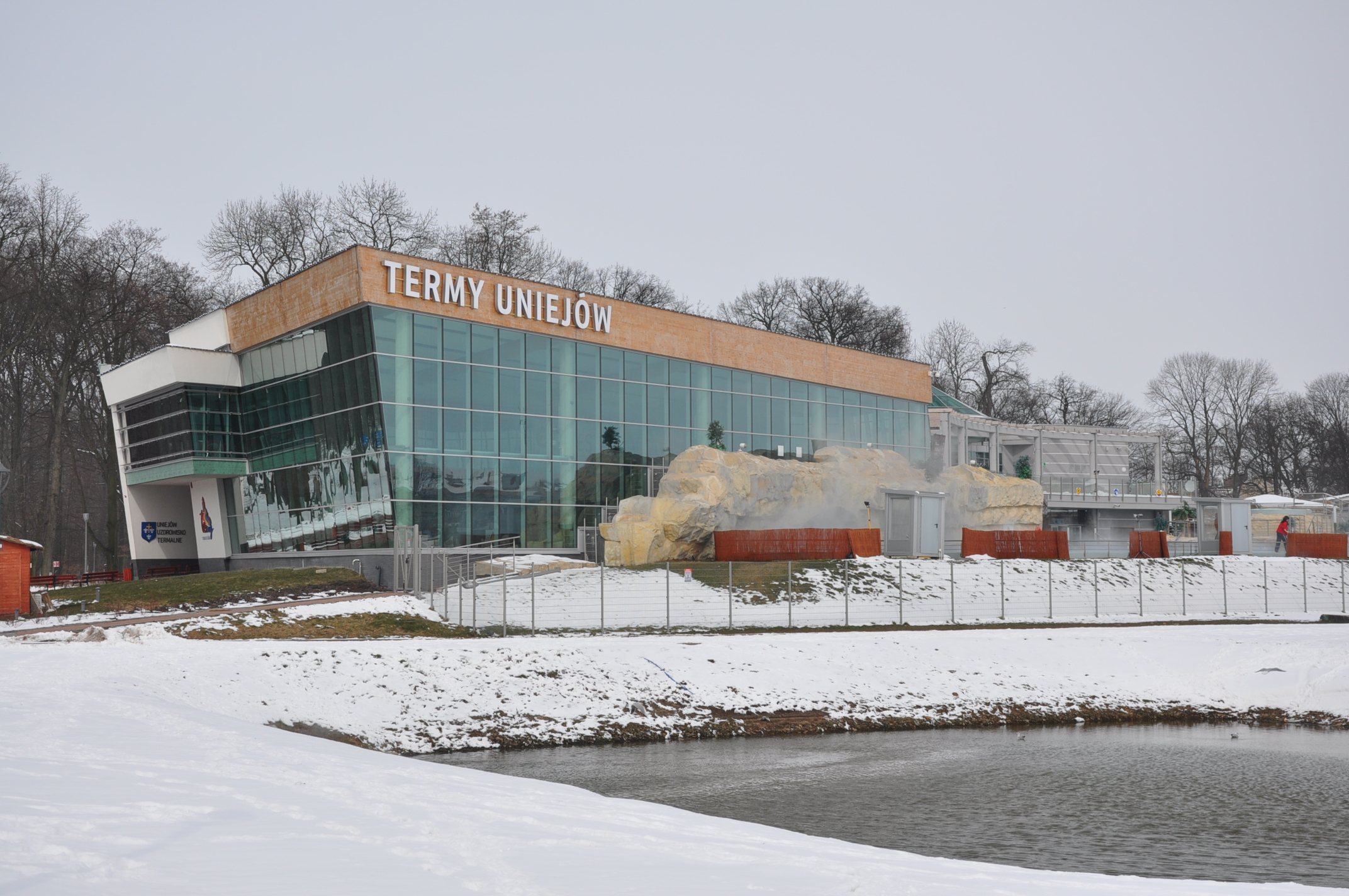
Termy Uniejów

Powierzchnia województwa wynosi 18 218,98 km².
Według danych z 2010 województwo łódzkie miało najmniejszą lesistość spośród wszystkich województw – 21,1%. Według danych z 31 grudnia 2012 r. w woj. łódzkim lasy obejmowały powierzchnię 386,1 tys. ha, co stanowiło 21,2% jego powierzchni. Około 100 ha lasów znajdowało się w obrębie parku narodowego (Ośrodek Hodowli Żubrów w Smardzewicach będący częścią Kampinoskiego PN).
Struktura użytkowania gruntów w województwie łódzkim w 2020:
- grunty rolne 71,2%
- grunty leśne 21,7%
- grunty zabudowane i zurbanizowane 6,1%
- grunty pod wodami 0,66%
- pozostałe (użytki ekologiczne i tereny różne) 0,34%[19]

### Położenie administracyjne
Województwo jest położone w środkowej Polsce i graniczy z województwami:
- kujawsko-pomorskim na długości 28,8 km na północy
- mazowieckim na długości 314,4 km na północy i wschodzie
- opolskim na długości 56,2 km na południowym zachodzie
- śląskim na długości 112,6 km na południu
- świętokrzyskim na długości 152,1 km na południowym wschodzie
- wielkopolskim na długości 280,3 km na zachodzie

### Położenie fizycznogeograficzne
Województwo łódzkie znajduje się na pograniczu dwóch dużych jednostek geomorfologicznych: Niżu Środkowoeuropejskiego i Wyżyn Polskich. W północnej części województwa dominują więc rozległe i prawie płaskie równiny, natomiast w południowej pagórki.
Pod względem fizycznogeograficznym przeważającą część województwa zajmuje Wysoczyzna Łódzka ograniczona od zachodu doliną Warty, od wschodu doliną Pilicy, od północy Pradoliną Warszawsko-Berlińską, zaś od południa łącząca się ze strefą wyżyn Polski (Wzgórza Radomszczańskie).

### Topografia
W wymiarze północ-południe województwo rozciąga się na długości 172 km, to jest 1°33′03″. W wymiarze wschód-zachód rozpiętość województwa wynosi 179 km, co w mierze kątowej daje 2°35′05″.
Współrzędne geograficzne skrajnych punktów:
- północny: 52°23′38″ szer. geogr. N – pn. narożnik działki ewidencyjnej nr 66/1 (powiat kutnowski),
- południowy: 50°50′35″ szer. geogr. N – pd. narożnik działki ewidencyjnej nr 484 (powiat radomszczański),
- zachodni: 18°04′28″ dług. geogr. E – zach. narożnik działki ewidencyjnej nr 525 (powiat wieruszowski),
- wschodni: 20°39′33″ dług. geogr. E – wsch. narożnik działki ewidencyjnej nr 180/1 (powiat rawski).

Ukształtowanie powierzchni ma charakter nizinny (średnia wysokość 169,6 m n.p.m.)

Najwyższymi punktami są wierzchołki: naturalny Fajnej Ryby – 347 m n.p.m. i sztucznie utworzony Góry Kamieńskiej – 406 m n.p.m.

## Miasta

Miasta w województwie
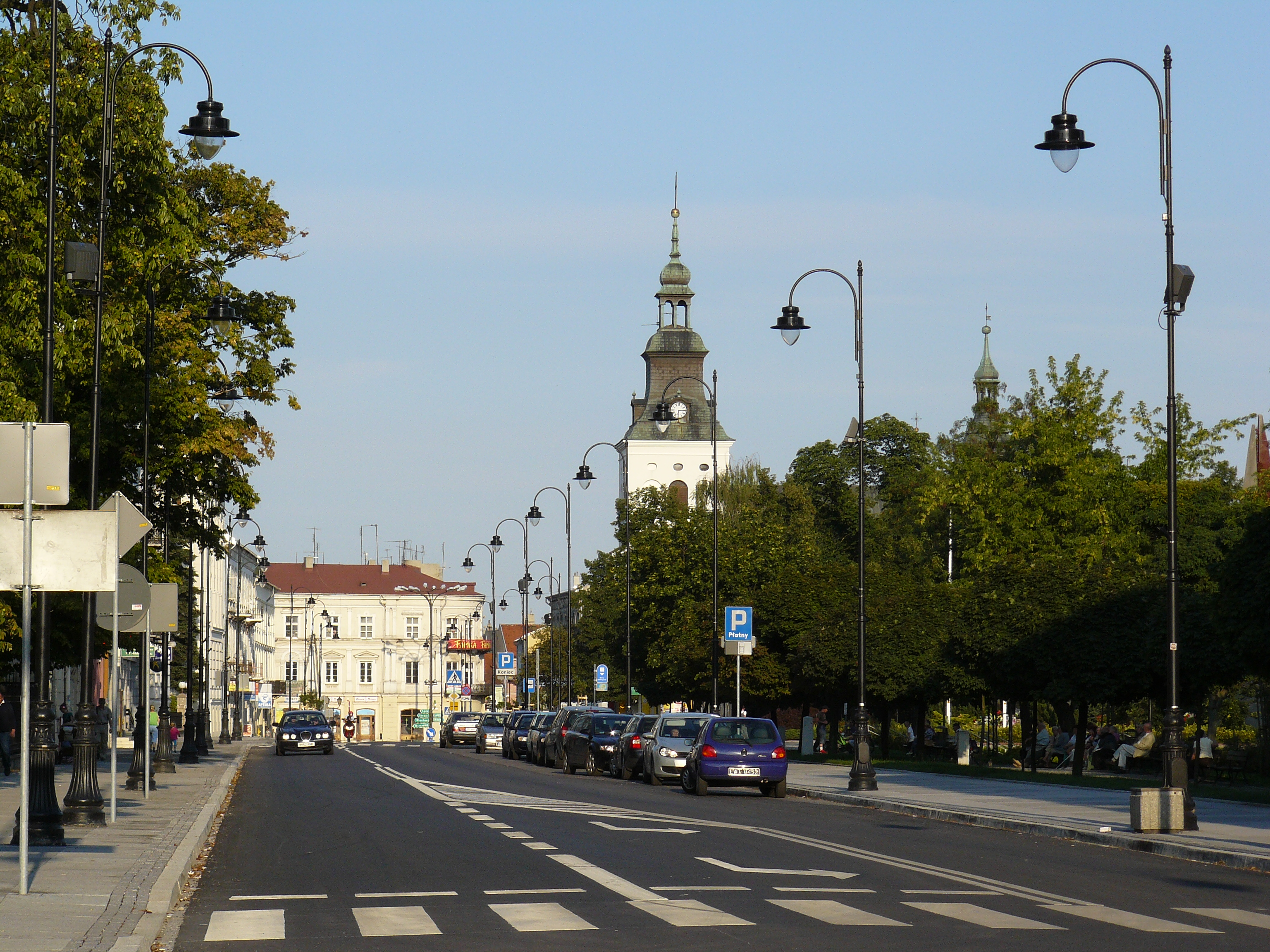
Piotrków Trybunalski, ul. Słowackiego
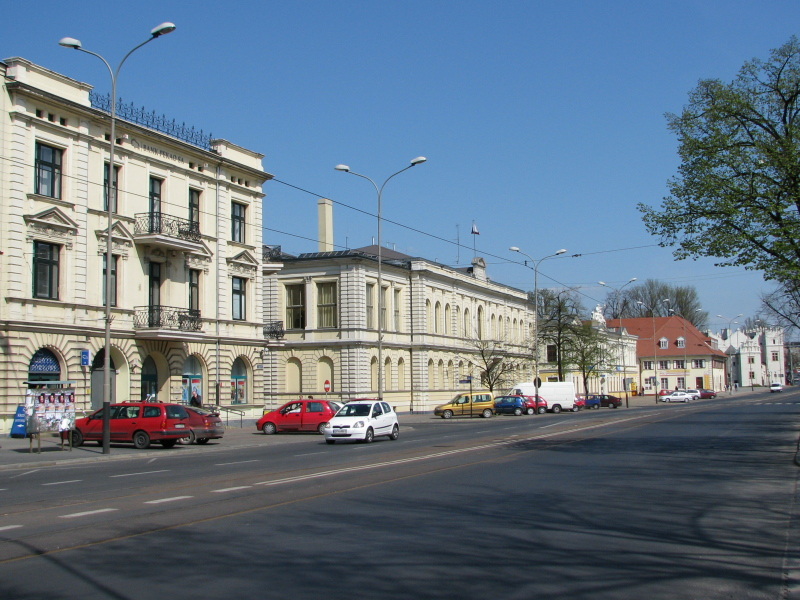
Pabianice, Centrum
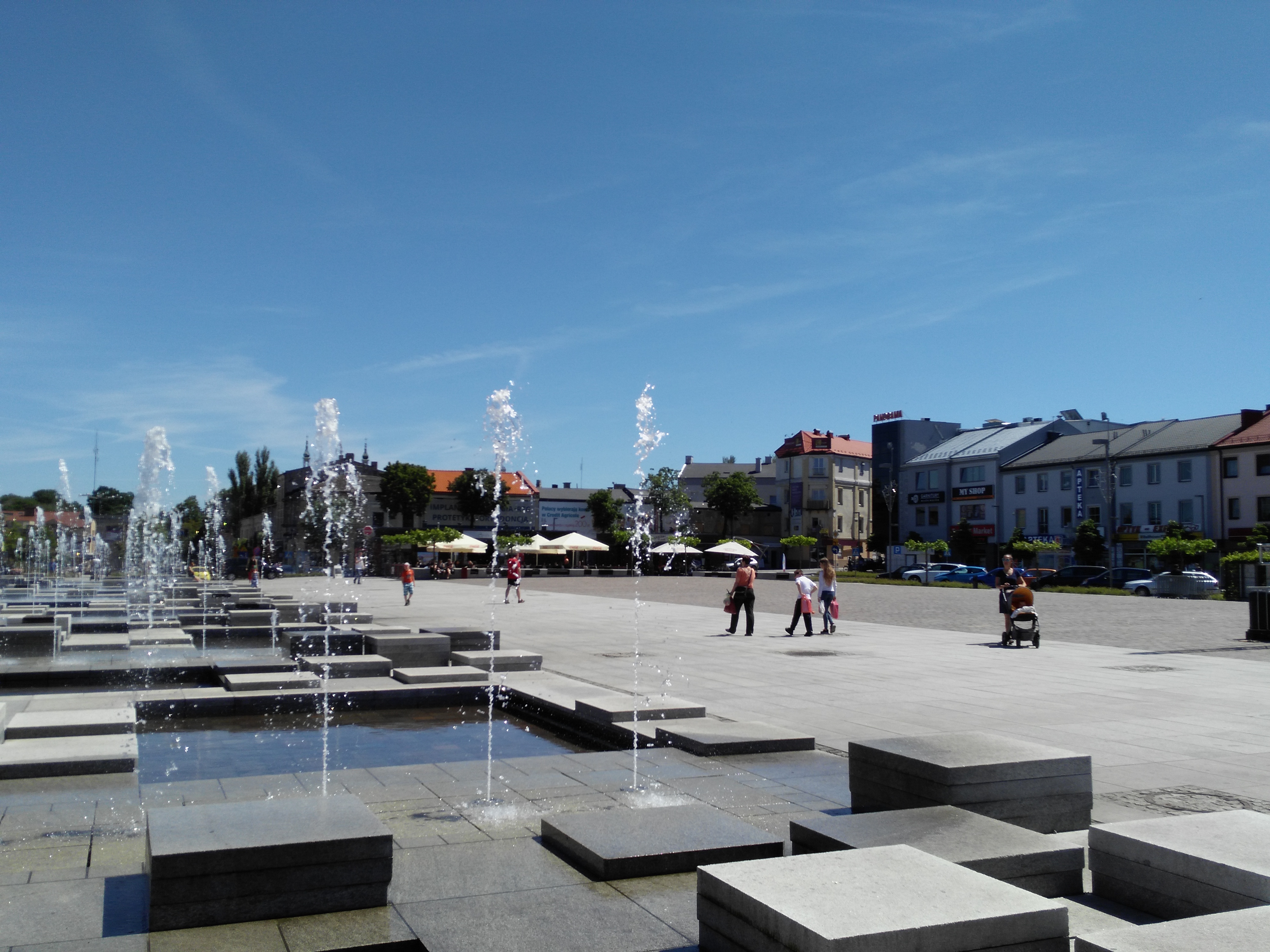
Tomaszów Mazowiecki, Plac Kościuszki
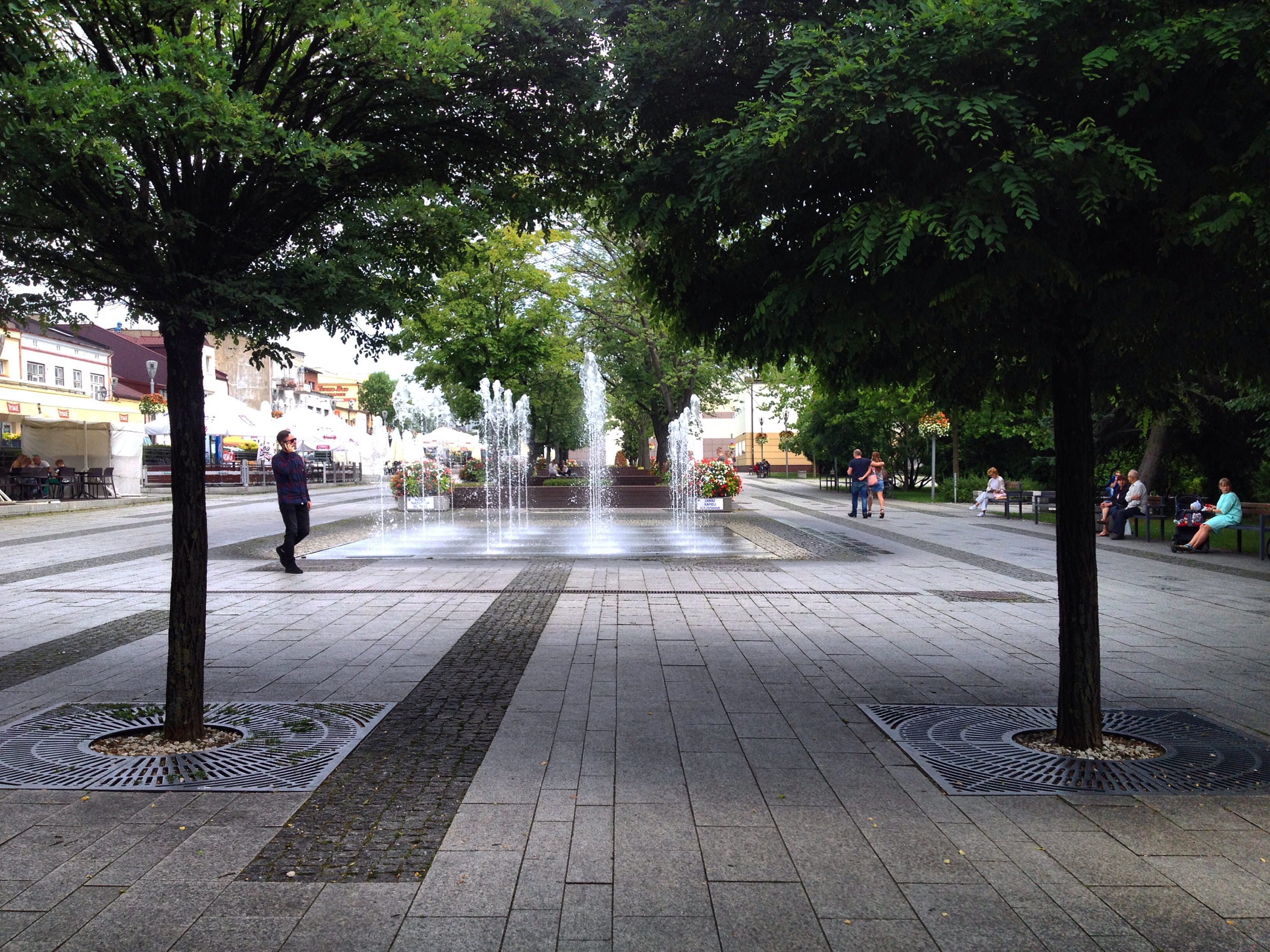
Bełchatów, Plac Narutowicza
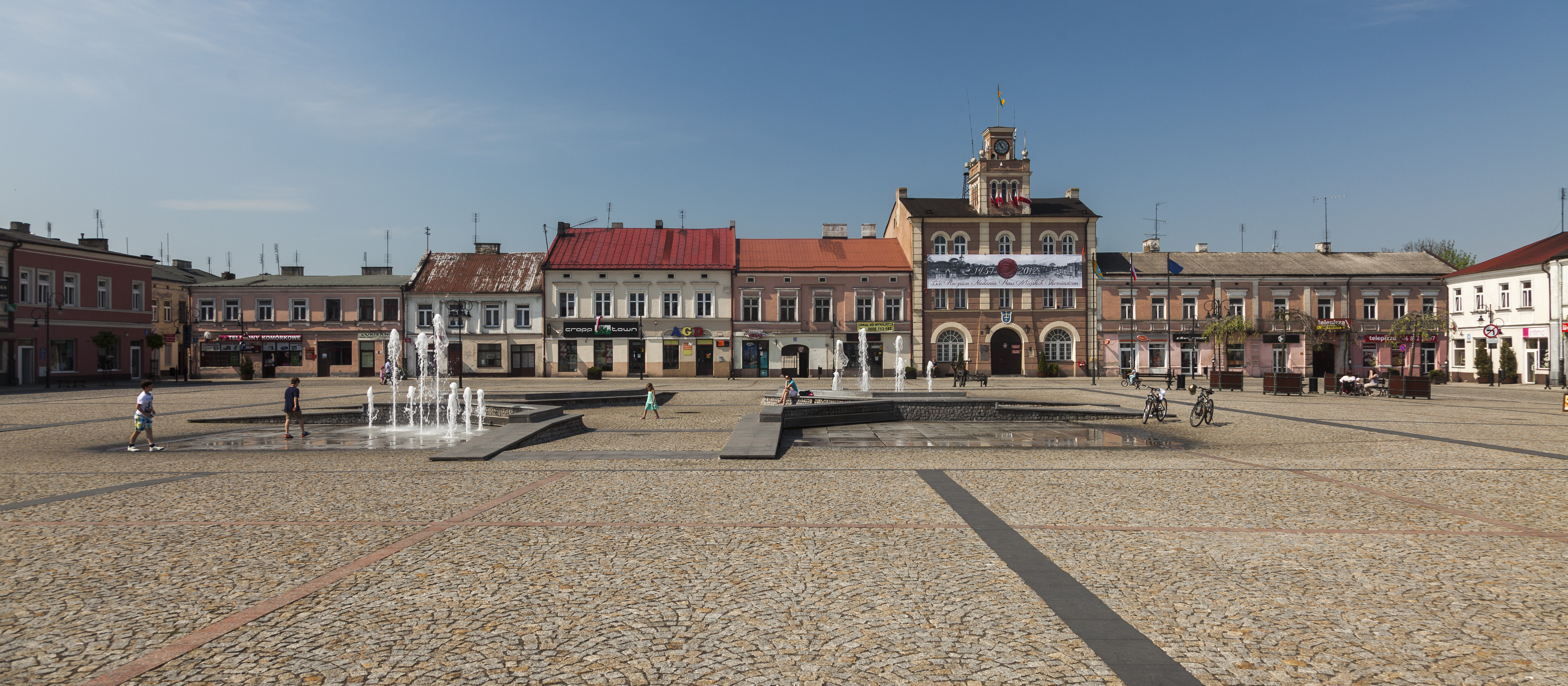
Skierniewice, Rynek
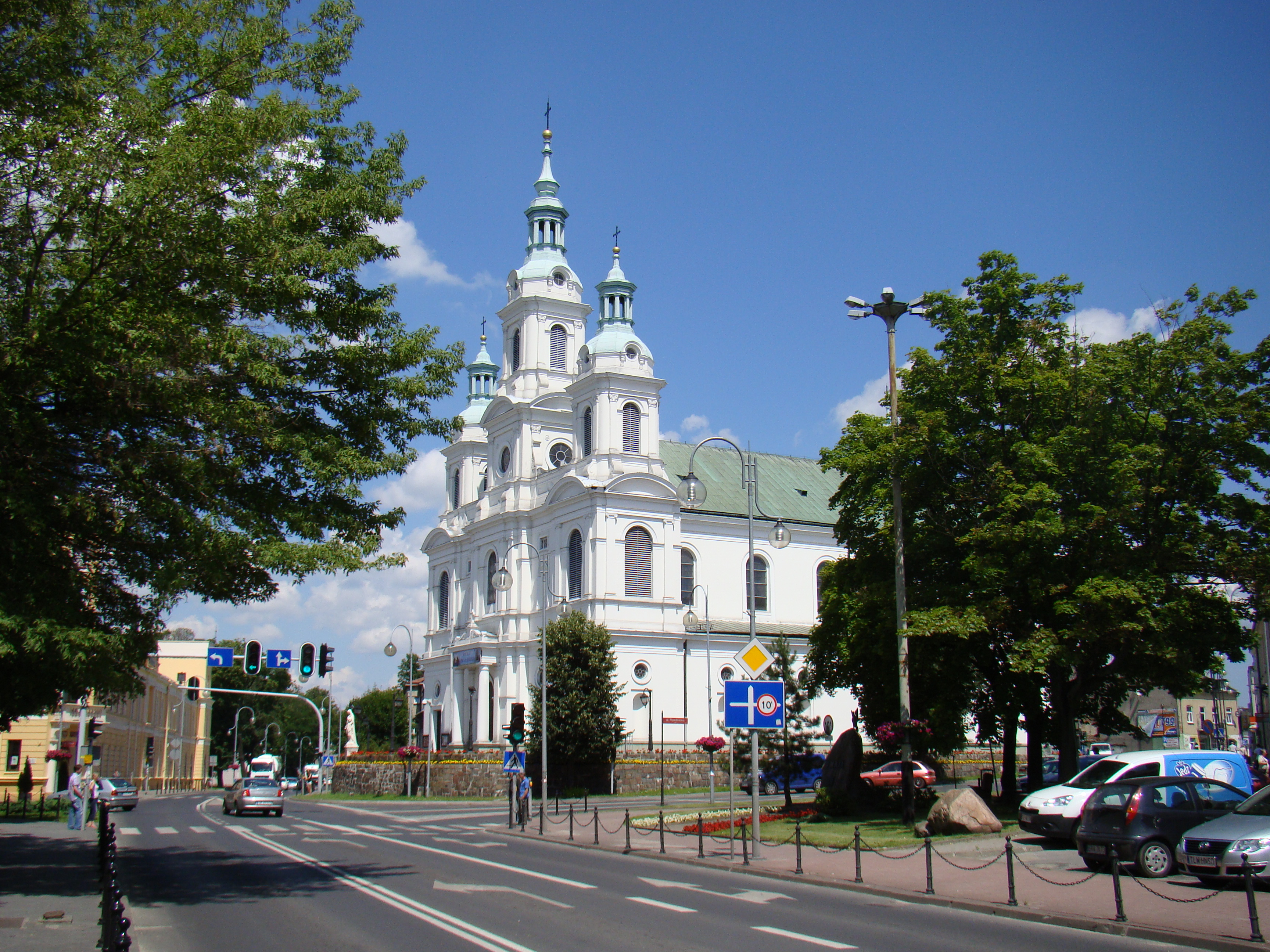
Radomsko, Kościół św. Lamberta
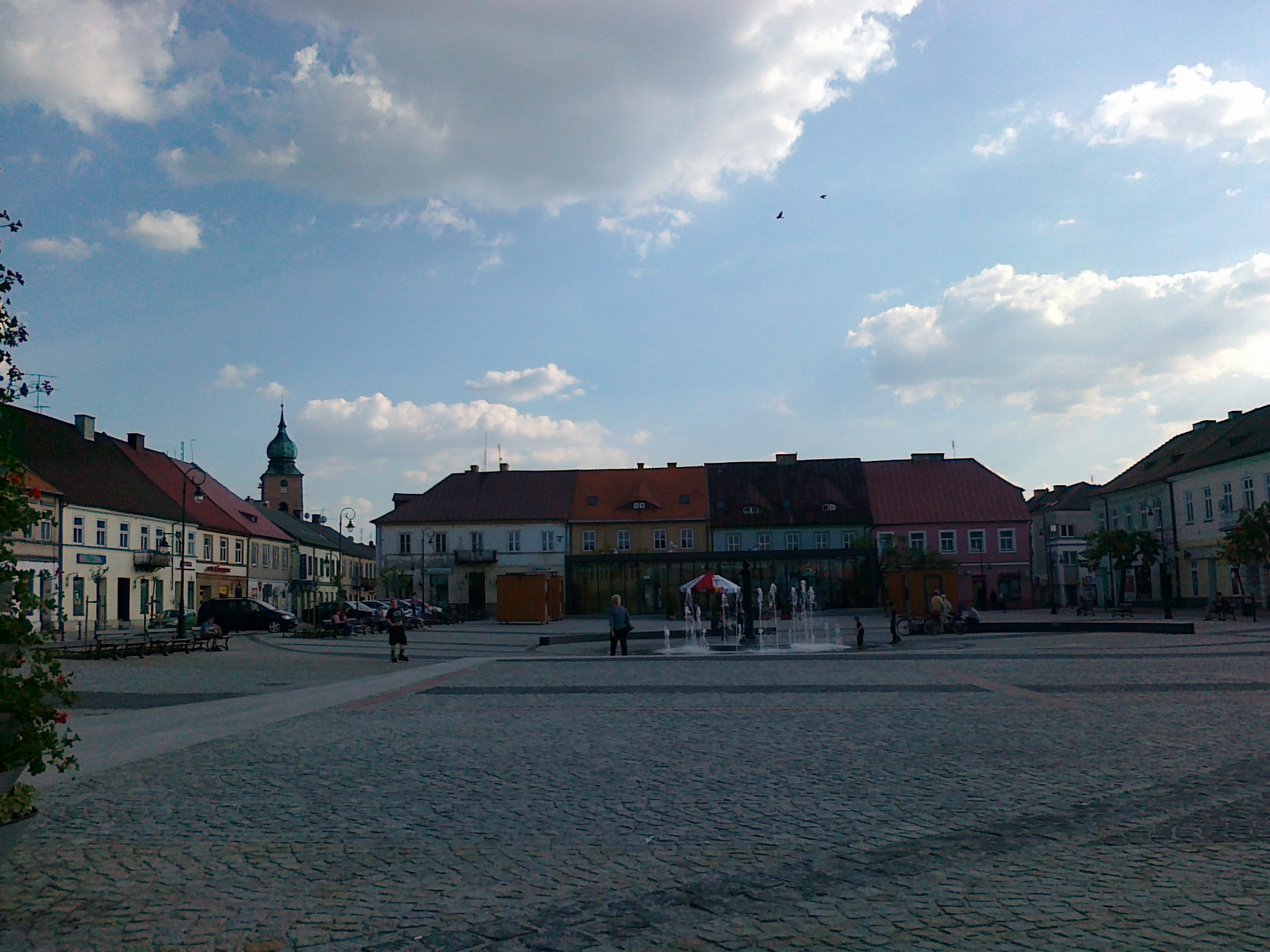
Sieradz, Rynek
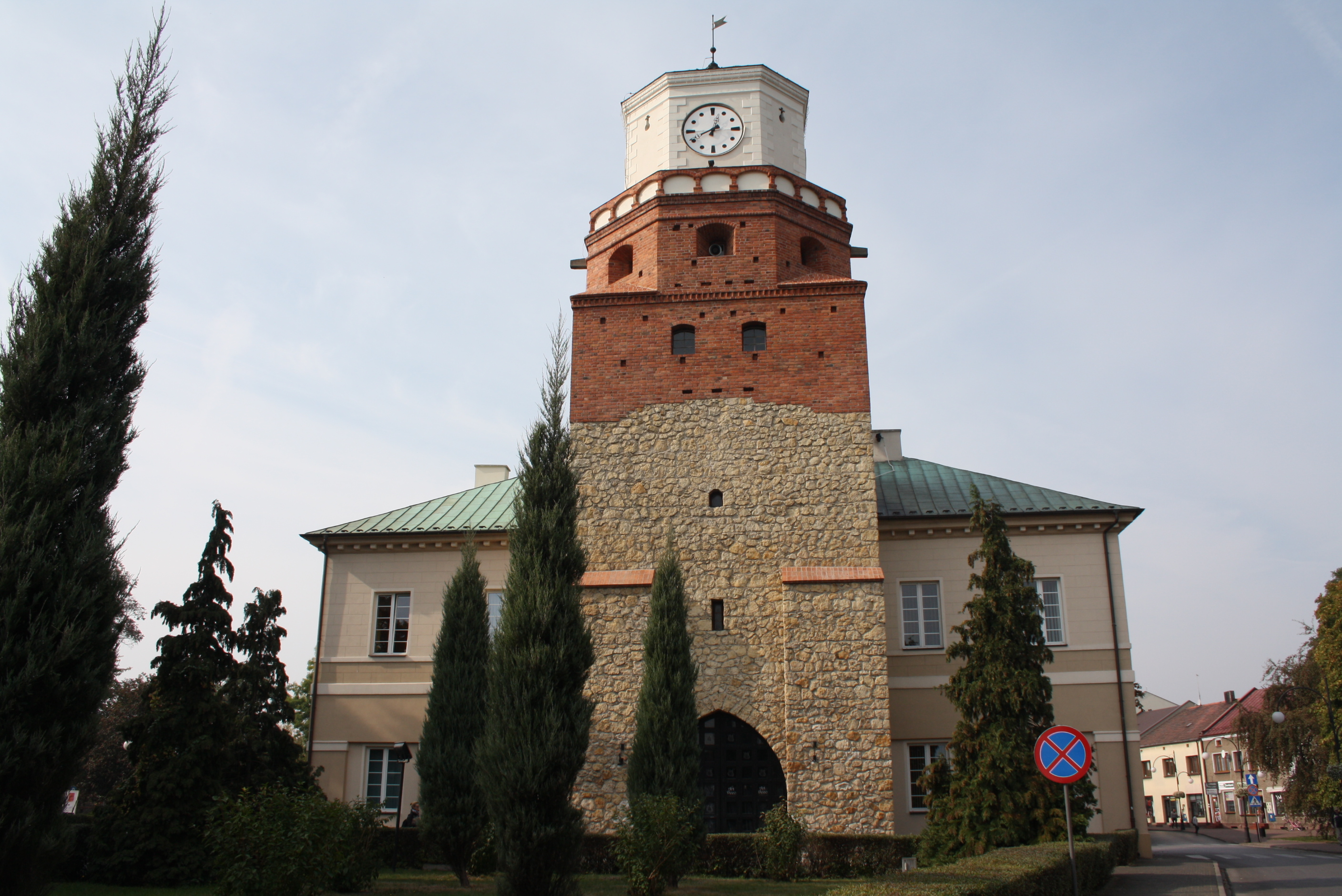
Wieluń, Brama Krakowska

W województwie łódzkim jest 60 miast, w tym 3 miasta na prawach powiatu. Miasta zostały uszeregowane według liczby mieszkańców:
| Miasta w województwie łódzkim (dane z 1 stycznia 2024) | Miasta w województwie łódzkim (dane z 1 stycznia 2024) | Miasta w województwie łódzkim (dane z 1 stycznia 2024) |
| Miasto                                                 | Liczba ludności (31 grudnia 2023)                      | Powierzchnia [km²]                                     |
| ------------------------------------------------------ | ------------------------------------------------------ | ------------------------------------------------------ |
| Łódź                                                   | 652 015                                                | 293,25                                                 |
| Piotrków Trybunalski                                   | 66 519                                                 | 67,24                                                  |
| Pabianice                                              | 60 598                                                 | 32,99                                                  |
| Tomaszów Mazowiecki                                    | 57 438                                                 | 41,3                                                   |
| Zgierz                                                 | 53 543                                                 | 42,33                                                  |
| Bełchatów                                              | 52 331                                                 | 34,64                                                  |
| Skierniewice                                           | 45 184                                                 | 34,60                                                  |
| Radomsko                                               | 42 973                                                 | 51,43                                                  |
| Kutno                                                  | 40 723                                                 | 33,59                                                  |
| Sieradz                                                | 38 729                                                 | 51,22                                                  |
| Zduńska Wola                                           | 38 402                                                 | 24,58                                                  |
| Łowicz                                                 | 25 972                                                 | 23,42                                                  |
| Aleksandrów Łódzki                                     | 22 002                                                 | 13,82                                                  |
| Wieluń                                                 | 20 448                                                 | 16,87                                                  |
| Konstantynów Łódzki                                    | 19 231                                                 | 27,25                                                  |
| Opoczno                                                | 18 913                                                 | 26,98                                                  |
| Ozorków                                                | 18 064                                                 | 15,46                                                  |
| Łask                                                   | 16 058                                                 | 15,67                                                  |
| Rawa Mazowiecka                                        | 15 941                                                 | 14,29                                                  |
| Głowno                                                 | 13 116                                                 | 19,84                                                  |
| Łęczyca                                                | 13 065                                                 | 8,95                                                   |
| Koluszki                                               | 12 046                                                 | 9,90                                                   |
| Brzeziny                                               | 11 949                                                 | 21,58                                                  |
| Wieruszów                                              | 8332                                                   | 5,97                                                   |
| Żychlin                                                | 7494                                                   | 8,68                                                   |
| Tuszyn                                                 | 7171                                                   | 23,25                                                  |
| Zelów                                                  | 7059                                                   | 10,75                                                  |
| Poddębice                                              | 6756                                                   | 5,87                                                   |
| Pajęczno                                               | 6370                                                   | 20,23                                                  |
| Sulejów                                                | 5932                                                   | 26,26                                                  |
| Działoszyn                                             | 5239                                                   | 4,94                                                   |
| Krośniewice                                            | 3991                                                   | 4,18                                                   |
| Drzewica                                               | 3526                                                   | 4,81                                                   |
| Rzgów                                                  | 3457                                                   | 16,77                                                  |
| Złoczew                                                | 3403                                                   | 13,79                                                  |
| Stryków                                                | 3363                                                   | 8,15                                                   |
| Przedbórz                                              | 3182                                                   | 6,08                                                   |
| Biała Rawska                                           | 3001                                                   | 9,53                                                   |
| Uniejów                                                | 2982                                                   | 12,24                                                  |
| Warta                                                  | 2935                                                   | 10,85                                                  |
| Kamieńsk                                               | 2599                                                   | 11,99                                                  |
| Wolbórz                                                | 2270                                                   | 15,18                                                  |
| Lututów                                                | 2200                                                   | 18,92                                                  |
| Błaszki                                                | 1987                                                   | 1,62                                                   |
| Szadek                                                 | 1761                                                   | 17,93                                                  |
| Rozprza                                                | 1622                                                   | 4,18                                                   |
| Lutomiersk                                             | 1574                                                   | 5,20                                                   |
| Piątek                                                 | 1551                                                   | 5,24                                                   |
| Ujazd                                                  | 1533                                                   | 10,19                                                  |
| Osjaków                                                | 1309                                                   | 8,28                                                   |
| Jeżów                                                  | 1254                                                   | 12,56                                                  |
| Żarnów                                                 | 1096                                                   | 9,62                                                   |
| Białaczów                                              | 1089                                                   | 21,92                                                  |
| Grabów                                                 | 1007                                                   | 9,18                                                   |
| Dąbrowice                                              | 951                                                    | 18,49                                                  |
| Parzęczew                                              | 918                                                    | 6,45                                                   |
| Bolimów                                                | 900                                                    | 3,78                                                   |
| Bolesławiec                                            | 875                                                    | 2,96                                                   |
| Kiernozia                                              | 806                                                    | 4,59                                                   |
| Inowłódz                                               | 735                                                    | 15,66                                                  |

## Podział administracyjny
| Lp.   | Herb                         | Flaga      | Powiat               | Siedziba władz       | Powierzchnia [km²] | Ludność (31 grudnia 2023) | Gęstość zaludnienia [osób/km²] |
| ----- | ---------------------------- | ---------- | -------------------- | -------------------- | ------------------ | ------------------------- | ------------------------------ |
| 1     |                              |            | bełchatowski         | Bełchatów            | 967,61             | 108.599                   | 112                            |
| 2     |                              |            | brzeziński           | Brzeziny             | 358,55             | 30.159                    | 84                             |
| 3     |                              |            | kutnowski            | Kutno                | 886,86             | 90.671                    | 102                            |
| 4     |                              |            | łaski                | Łask                 | 618,30             | 48.742                    | 79                             |
| 5     |                              |            | łęczycki             | Łęczyca              | 772,77             | 46.666                    | 60                             |
| 6     |                              |            | łowicki              | Łowicz               | 988,13             | 74.009                    | 75                             |
| 7     |                              |            | łódzki wschodni      | Łódź                 | 499,81             | 74.706                    | 149                            |
| 8     |                              |            | opoczyński           | Opoczno              | 1040,16            | 71.776                    | 69                             |
| 9     |                              |            | pabianicki           | Pabianice            | 492,21             | 119.066                   | 242                            |
| 10    |                              |            | pajęczański          | Pajęczno             | 804,18             | 48.575                    | 60                             |
| 11    |                              |            | piotrkowski          | Piotrków Trybunalski | 1428,32            | 90.121                    | 63                             |
| 12    |                              |            | poddębicki           | Poddębice            | 880,84             | 39.356                    | 45                             |
| 13    |                              |            | radomszczański       | Radomsko             | 1443,19            | 106.671                   | 74                             |
| 14    |                              |            | rawski               | Rawa Mazowiecka      | 646,29             | 46.082                    | 71                             |
| 15    |                              |            | sieradzki            | Sieradz              | 1490,88            | 111.477                   | 75                             |
| 16    |                              | Brak flagi | skierniewicki        | Skierniewice         | 753,38             | 37.787                    | 50                             |
| 17    |                              |            | tomaszowski          | Tomaszów Mazowiecki  | 1024,61            | 110.634                   | 108                            |
| 18    |                              |            | wieluński            | Wieluń               | 926,24             | 72.586                    | 78                             |
| 19    | Herb powiatu wieruszowskiego |            | wieruszowski         | Wieruszów            | 577,18             | 41.452                    | 72                             |
| 20    |                              |            | zduńskowolski        | Zduńska Wola         | 369,19             | 63.326                    | 172                            |
| 21    |                              |            | zgierski             | Zgierz               | 855,19             | 166.340                   | 195                            |
| 22    |                              |            | Łódź                 | –                    | 293,25             | 652.015                   | 2223                           |
| 23    |                              |            | Piotrków Trybunalski | –                    | 67,24              | 66.519                    | 989                            |
| 24    |                              |            | Skierniewice         | –                    | 34,60              | 45.184                    | 1306                           |
| Razem | –                            | –          | 24                   | 21                   | 18 218,98          | 2 362 519                 | 130                            |

## Demografia

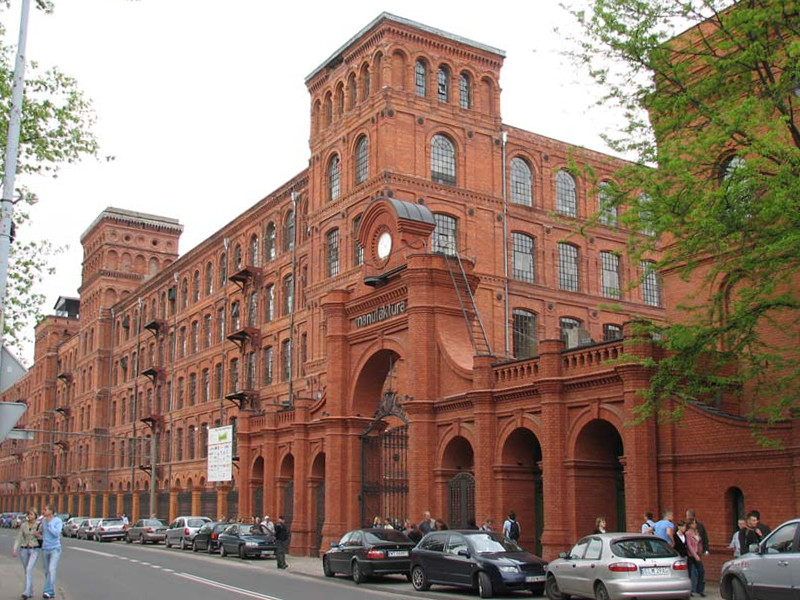
Dawna przędzalnia Poznańskiego, obecnie Hotel Andel’s w Łodzi

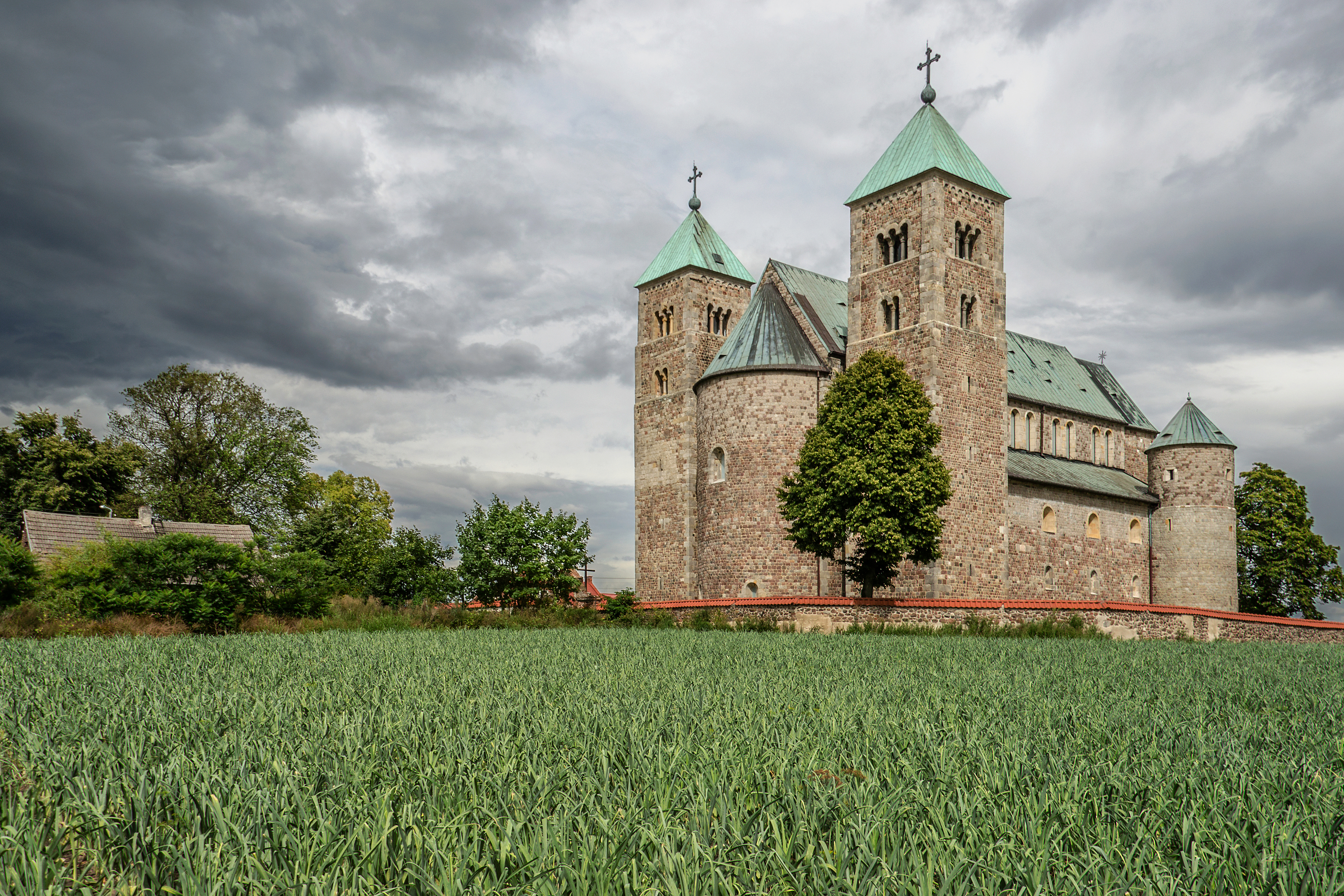
Romańska archikolegiata NMP i św. Aleksego w Tumie

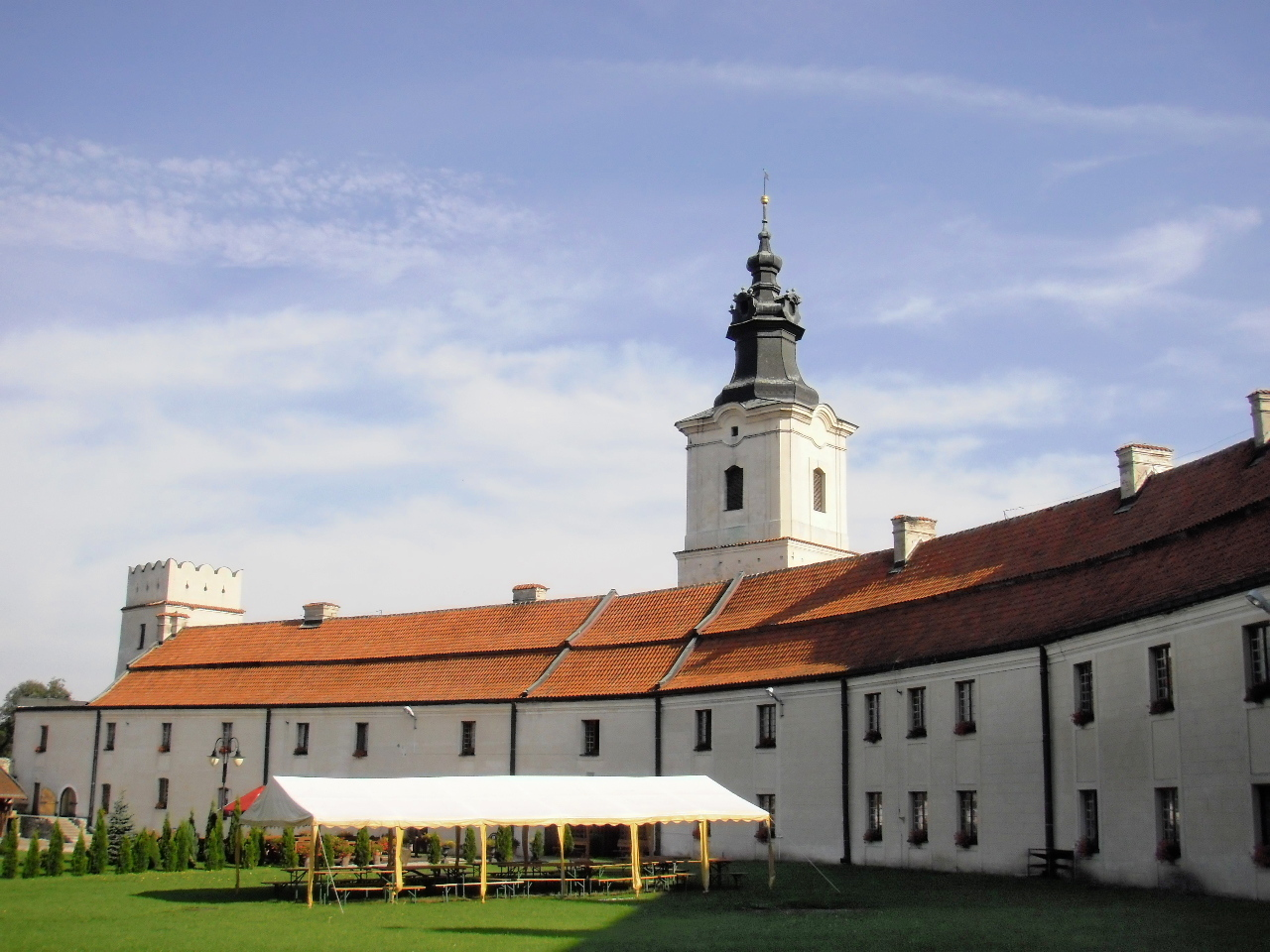
Klasztor cystersów w Sulejowie

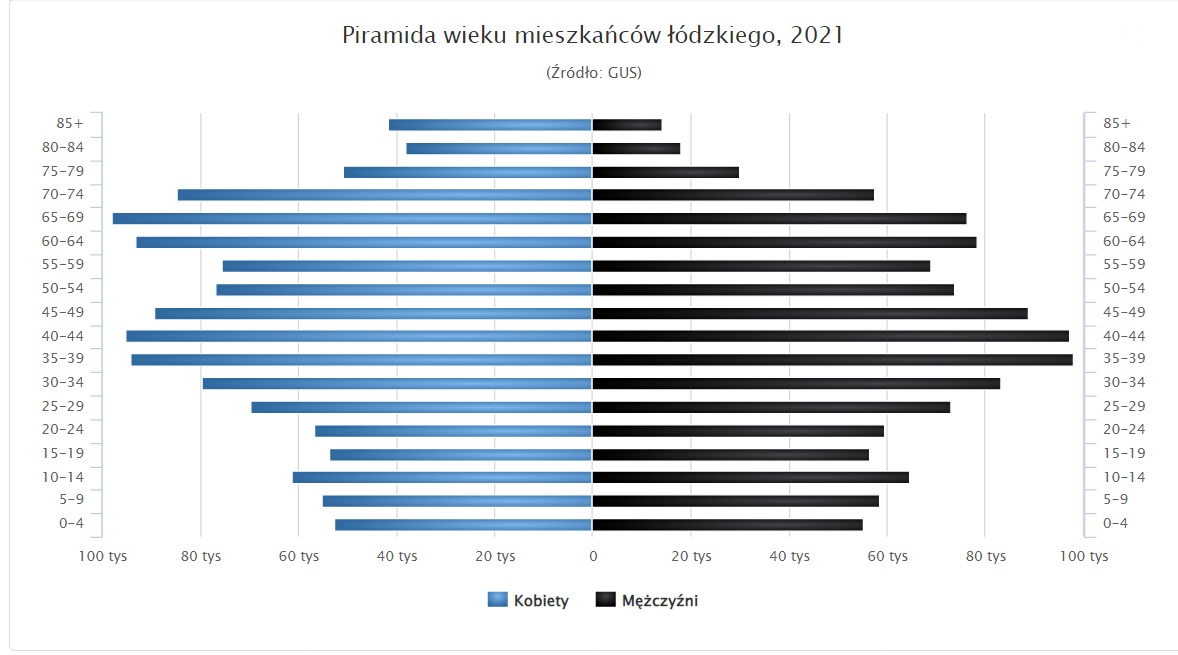
Piramida wieku mieszkańców województwa łódzkiego

Liczba ludności (dane z 31 grudnia 2023):
|        | Ogółem    | Ogółem | Kobiety   | Kobiety | Mężczyźni | Mężczyźni |
| osób   | %         | osób   | %         | osób    | %         |           |
| ------ | --------- | ------ | --------- | ------- | --------- | --------- |
| Ogółem | 2 362 519 | 100    | 1 236 844 | 52,35   | 1 125 675 | 47,65     |
| Miasto | 1 459 655 | 61,78  | 782 089   | 33,10   | 677 566   | 28,68     |
| Wieś   | 902 864   | 38,22  | 454 755   | 19,25   | 448 109   | 18,97     |

▶Wieś vs ▶miasto
Ogółem (▶k, ▶m)
Miasto (▶k, ▶m)
Wieś (▶k, ▶m)

## Religia
Zdecydowaną większość mieszkańców województwa łódzkiego stanowią katolicy, a zwłaszcza wyznawcy Kościoła rzymskokatolickiego. Zdecydowana większość województwa pokrywa się z administracyjnymi granicami metropolii łódzkiej, w skład której wchodzą archidiecezja łódzka i diecezja łowicka. Południowa część województwa przynależy administracyjnie do metropolii częstochowskiej: archidiecezji częstochowskiej i diecezji radomskiej. Zachodnie rubieże województwa podlegają pod metropolię poznańską – diecezja kaliska i metropolię gnieźnieńską – diecezja włocławska. W stolicy województwa znajduje się także niewielka parafia greckokatolicka, obejmująca wyznawców Kościoła katolickiego obrządku bizantyjsko-ukraińskiego z całego regionu. Województwo łódzkie należy do najmniej religijnych części Polski, w archidiecezji łódzkiej praktykuje zaledwie 24,5% wiernych, a w diecezji łowickiej 31%.

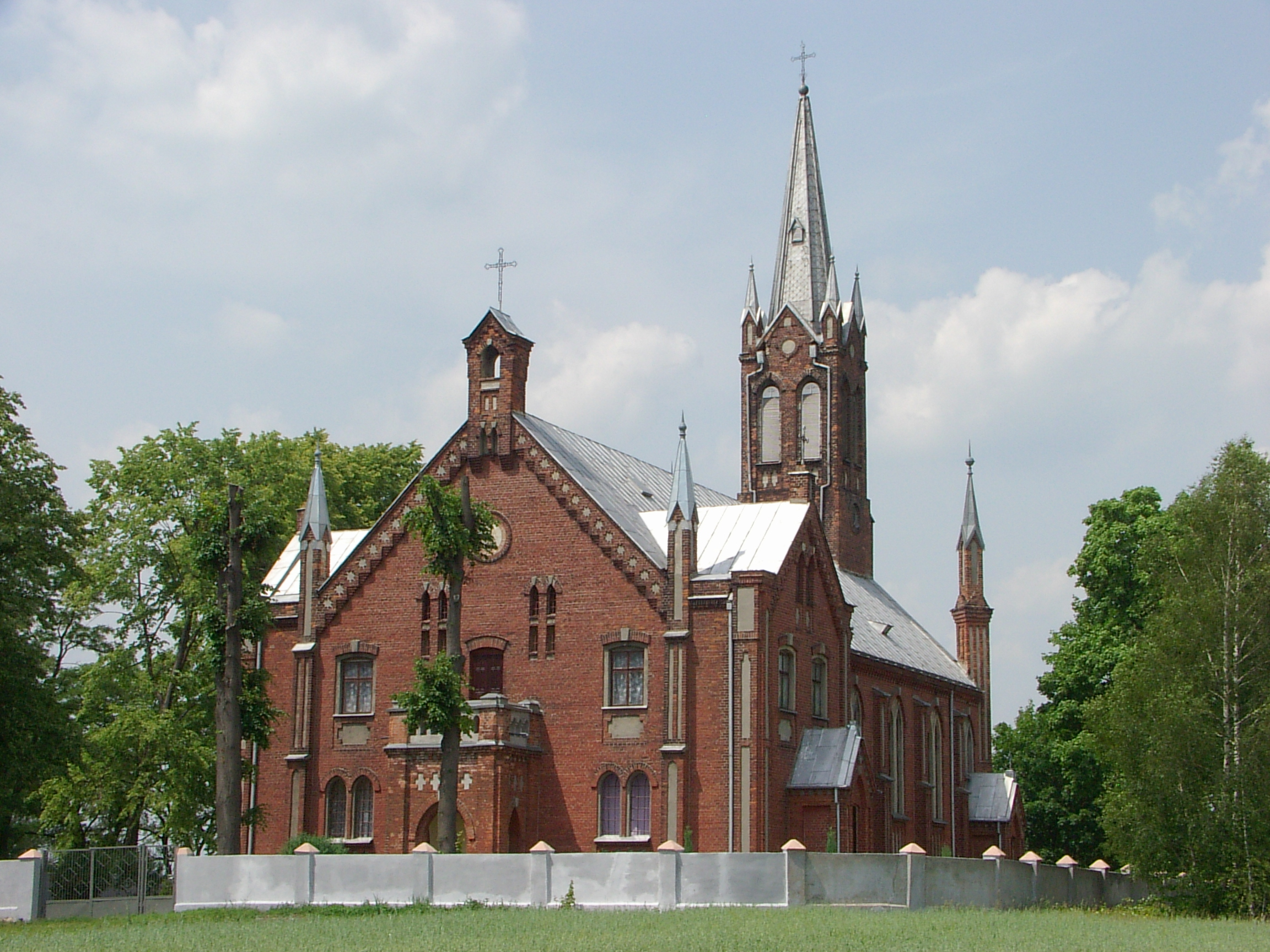
Kościół mariawitów w Dobrej pod Łodzią

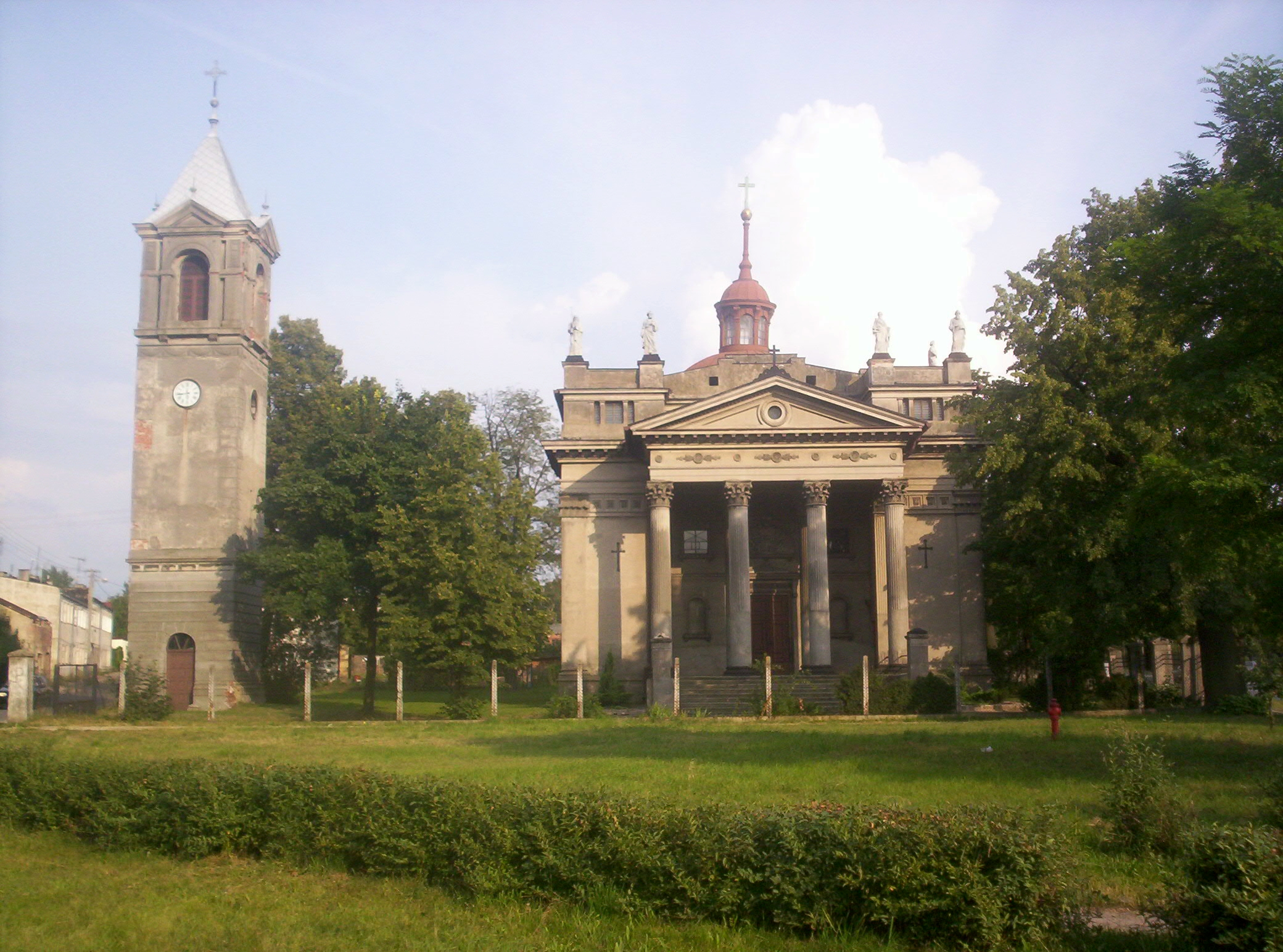
Kościół ewangelicki w Ozorkowie

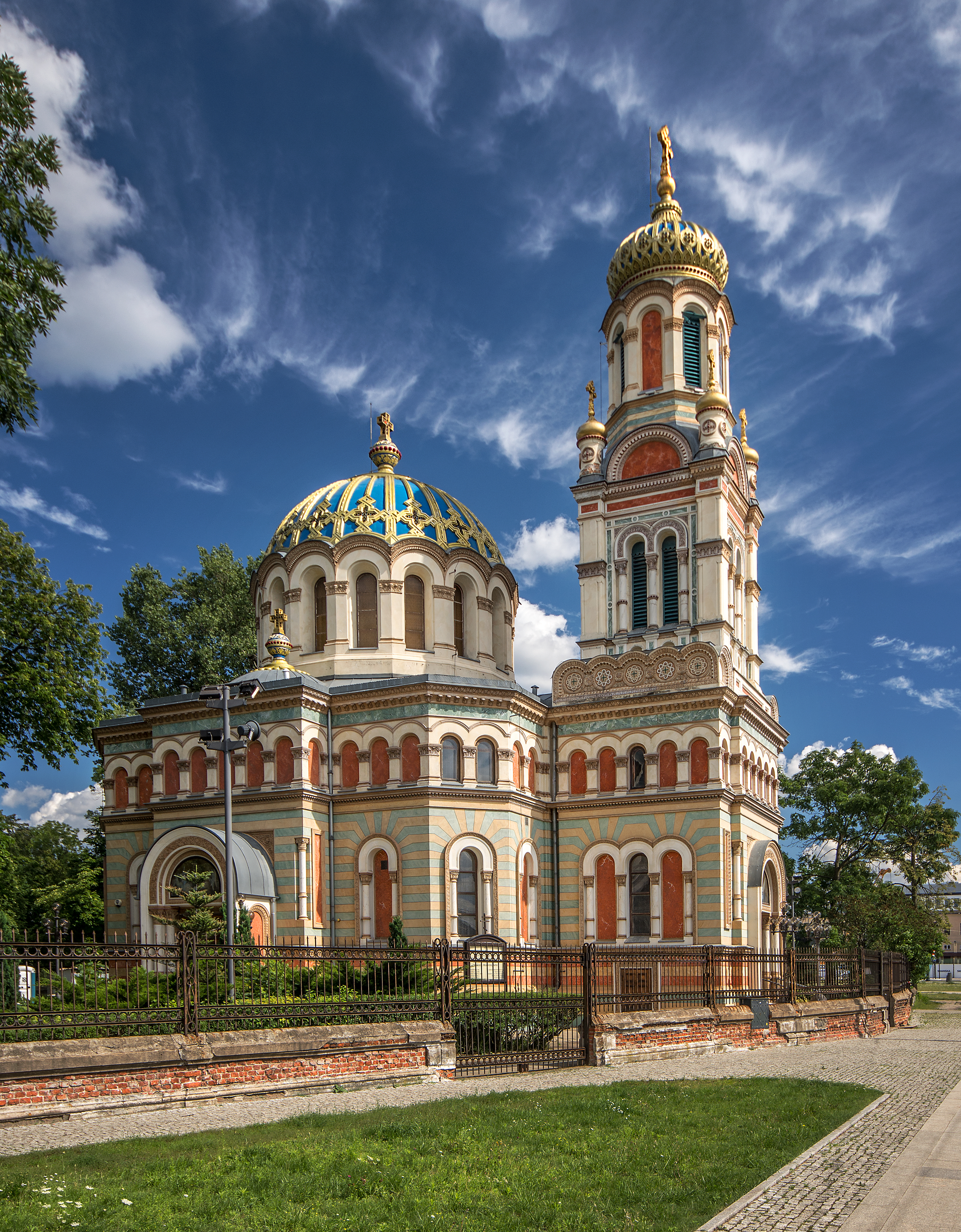
Sobór św. Aleksandra Newskiego w Łodzi

Drugim co do wielkości wyznaniem województwa łódzkiego są mariawici, szczególnie licznie zamieszkujący okolice Strykowa, Zgierza, Brzezin, Grabowa, Łowicza i Łodzi. W niektórych miejscowościach powiatu zgierskiego i brzezińskiego stanowią nawet większość mieszkańców. Niemal połowa polskich mariawitów zamieszkuje województwo łódzkie. Pierwszym biskupstwem na terenie miasta Łodzi była mariawicka diecezja śląsko-łódzka powstała w 1910 roku. Pierwszym biskupem w Łodzi był mariawita Leon Maria Andrzej Gołębiowski. Wyznawcy Kościoła Starokatolickiego Mariawitów przynależą do diecezji śląsko-łódzkiej, której siedziba znajduje się w Łodzi. Wierni Kościoła Katolickiego Mariawitów należą do kustodii płockiej. Na terenie województwa mieszkają także przedstawiciele innych Kościołów starokatolickich, a w Łodzi znajduje się parafia Kościoła Polskokatolickiego.
Dużą i historycznie osadzoną grupę wyznaniową stanowią ewangelicy. Wierni Kościoła Ewangelicko-Augsburskiego, przynależą do diecezji warszawskiej i diecezji pomorsko-wielkopolskiej. W Pabianicach znajduje się siedziba luterańskiego biskupa. Na terenie całego województwa znajduje się wiele pamiątek po luteranach, m.in. liczne kościoły, kantoraty i cmentarze. W okolicy Łodzi i Bełchatowa mieszka ponad połowa polskich kalwinistów, zrzeszonych w Kościele Ewangelicko-Reformowanym. W Łodzi i Pabianicach swoje siedziby mają placówki Kościoła Ewangelicko-Metodystycznego. Na terenie województwa łódzkiego znajdują się także liczne placówki innych Kościołów protestanckich o charakterze adwentystycznym, baptystycznym i zielonoświątkowym.
W przeszłości ważną rolę na ziemiach województwa łódzkiego odgrywali prawosławni. Obecnie Łódź stanowi siedzibę diecezji łódzko-poznańskiej i dekanatu łódzkiego Polskiego Autokefalicznego Kościoła Prawosławnego. Największe ośrodki prawosławne w regionie znajdują się w Łodzi i Piotrkowie Trybunalskim.
Liczebną grupę stanowią także Świadkowie Jehowy, którzy na terenie całego województwa mają 80 zborów. Ponadto swoją siedzibę mają niewielkie placówki Świeckiego Ruchu Misyjnego „Epifania” i Kościoła Jezusa Chrystusa Świętych w Dniach Ostatnich.
Przed II wojną światową miejscowości obecnego województwa łódzkiego było licznie zamieszkane przez Żydów. Wyznawcy judaizmu stanowili niekiedy większość mieszkańców małych miasteczek. Świadectwem ich obecności są liczne synagogi i cmentarze żydowskie rozsiane po terytorium całego województwa. Obecnie w Łodzi znajduje się siedziba Żydowskiej Gminy Wyznaniowej.
W Łodzi swoją siedzibę ma także Gmina Muzułmańska należąca do Ligi Muzułmańskiej w RP.
W stolicy województwa znajdują się także dwa ośrodki buddyjskie: Buddyjskiego Związku Diamentowej Drogi Linii Karma Kagyu i Szkoły Zen Kwan Um.
Województwo łódzkie znane jest ze swojego wielokulturowego i wieloreligijnego charakteru. Na terenie Łodzi i w innych miejscowościach odbywają się nabożeństwa ekumeniczne, koncerty, festiwale, prelekcje i wydarzenia promujące różnorodność regionu. Do najbardziej znanych inicjatyw należy Festiwal Łódź Czterech Kultur. W całym regionie odbywają się rozmaite spotkania o charakterze wieloreligijnym, organizowane m.in. przez Centrum Dialogu im. Marka Edelmana i Łódzki Oddział Polskiej Rady Ekumenicznej. Także w mniejszych miejscowościach odbywają się spotkania promujące wielokulturowy charakter regionu, m.in. w Nowej Sobótce powstaje Centrum Wielokulturowości „Dom na Skrzyżowaniu” – ośrodek dialogu, miejsce spotkań i integracji społecznej.

## Administracja i polityka

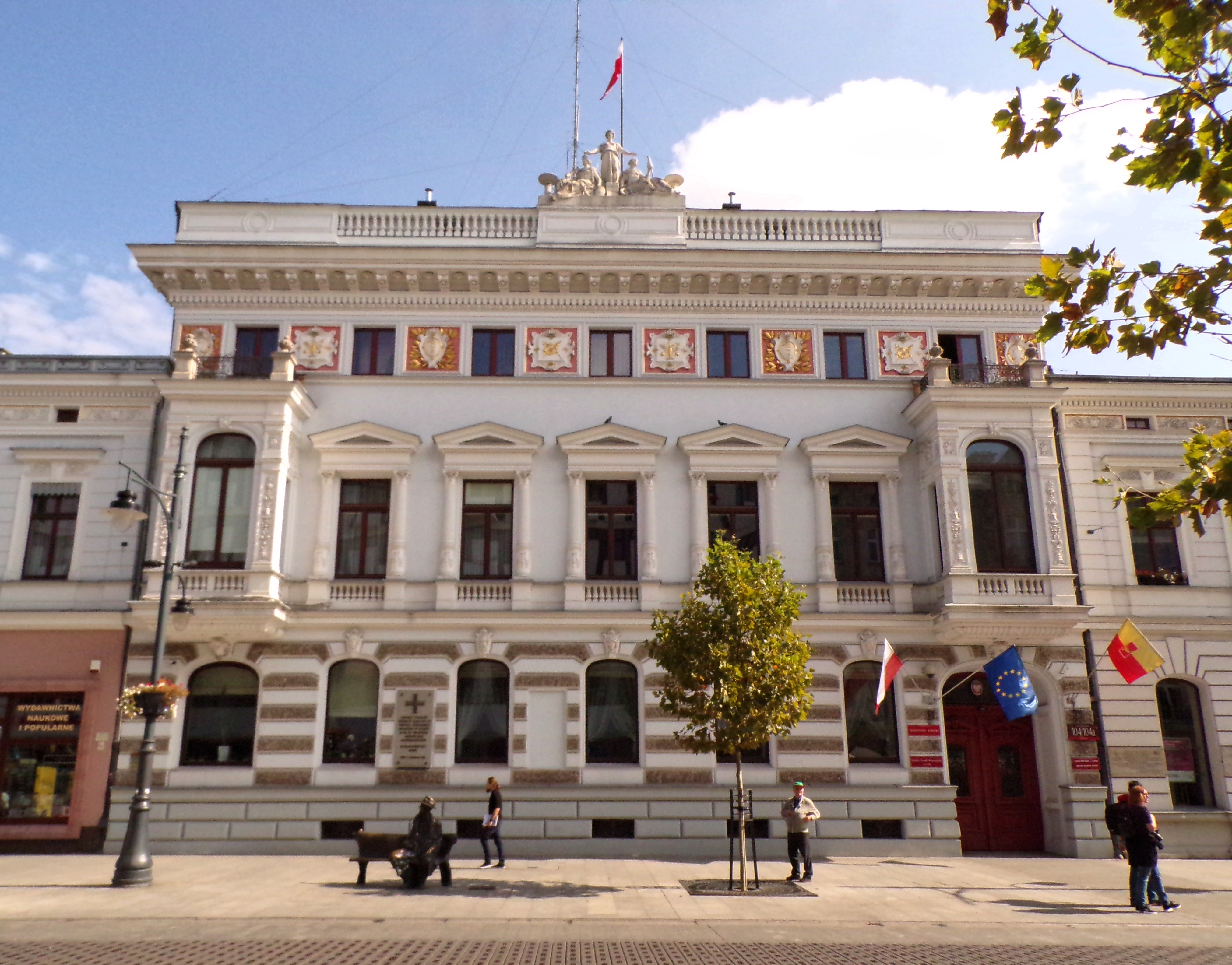
Siedziba Łódzkiego Urzędu Wojewódzkiego w Łodzi

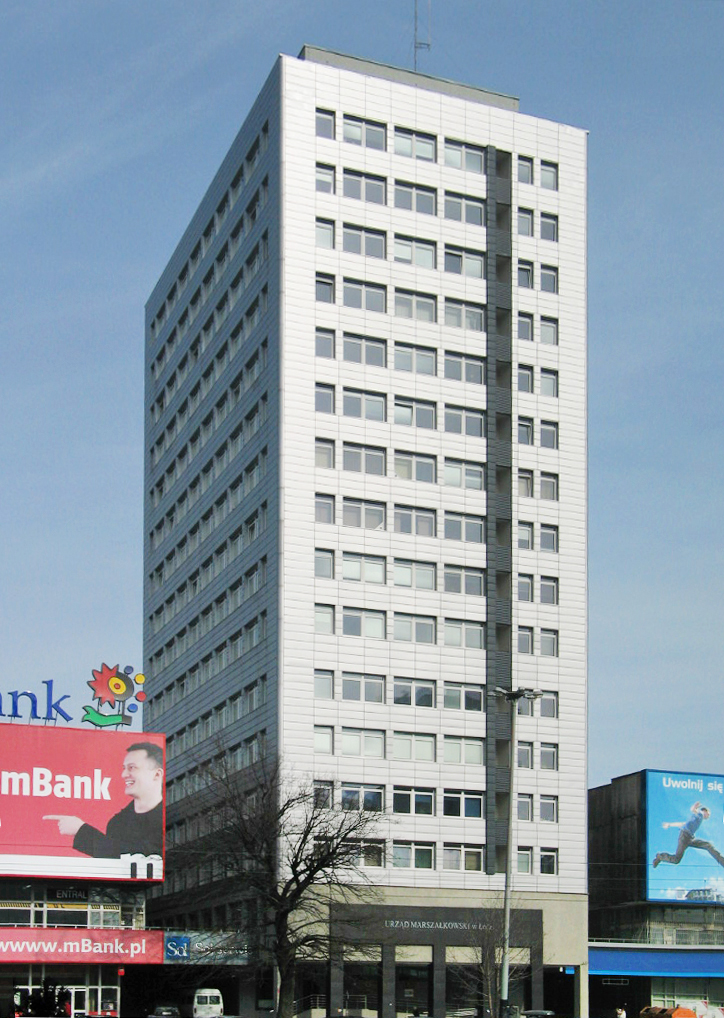
Budynek Urzędu Marszałkowskiego w Łodzi

### Samorząd wojewódzki
Organem stanowiącym samorządu jest Sejmik Województwa Łódzkiego, składający się z 33 radnych. Siedzibą sejmiku województwa jest Łódź.
Sejmik wybiera organ wykonawczy samorządu, którym jest zarząd województwa, składający się z 5 członków z przewodniczącym mu marszałkiem.
Marszałkowie Województwa Łódzkiego:
- Waldemar Matusewicz (1999–2001)
- Mieczysław Teodorczyk (2001–2004)
- Stanisław Witaszczyk (2004–2006)
- Włodzimierz Fisiak (2006–2010)
- Witold Stępień (2010–2018)
- Grzegorz Schreiber (2018–2024)
- Joanna Skrzydlewska (od 2024)

### Administracja rządowa

#### Administracja wojewódzka
Terenowym organem administracji rządowej jest Wojewoda Łódzki, wyznaczany przez Prezesa Rady Ministrów. Siedzibą wojewody jest Łódź, gdzie znajduje się Łódzki Urząd Wojewódzki w Łodzi.

#### Administracja centralna
W województwie łódzkim siedzibę posiadają następujące jednostki, wchodzące w skład centralnej administracji rządowej:
- Biuro do spraw Substancji Chemicznych (Łódź),
- Centralny Ośrodek Badań Jakości w Diagnostyce Laboratoryjnej (Łódź),
- Centrum Egzaminów Medycznych (Łódź),
- Krajowe Centrum Ochrony Radiologicznej w Ochronie Zdrowia (Łódź),
- Centralna Baza Rezerw Sanitarno-Przeciwepidemicznych (Poręby k. Zduńskiej Woli)

Tym samym województwo łódzkie jest 2. województwem (po województwie mazowieckim), w którym ulokowano najwięcej jednostek wchodzących w skład centralnej administracji rządowej.

## Gospodarka

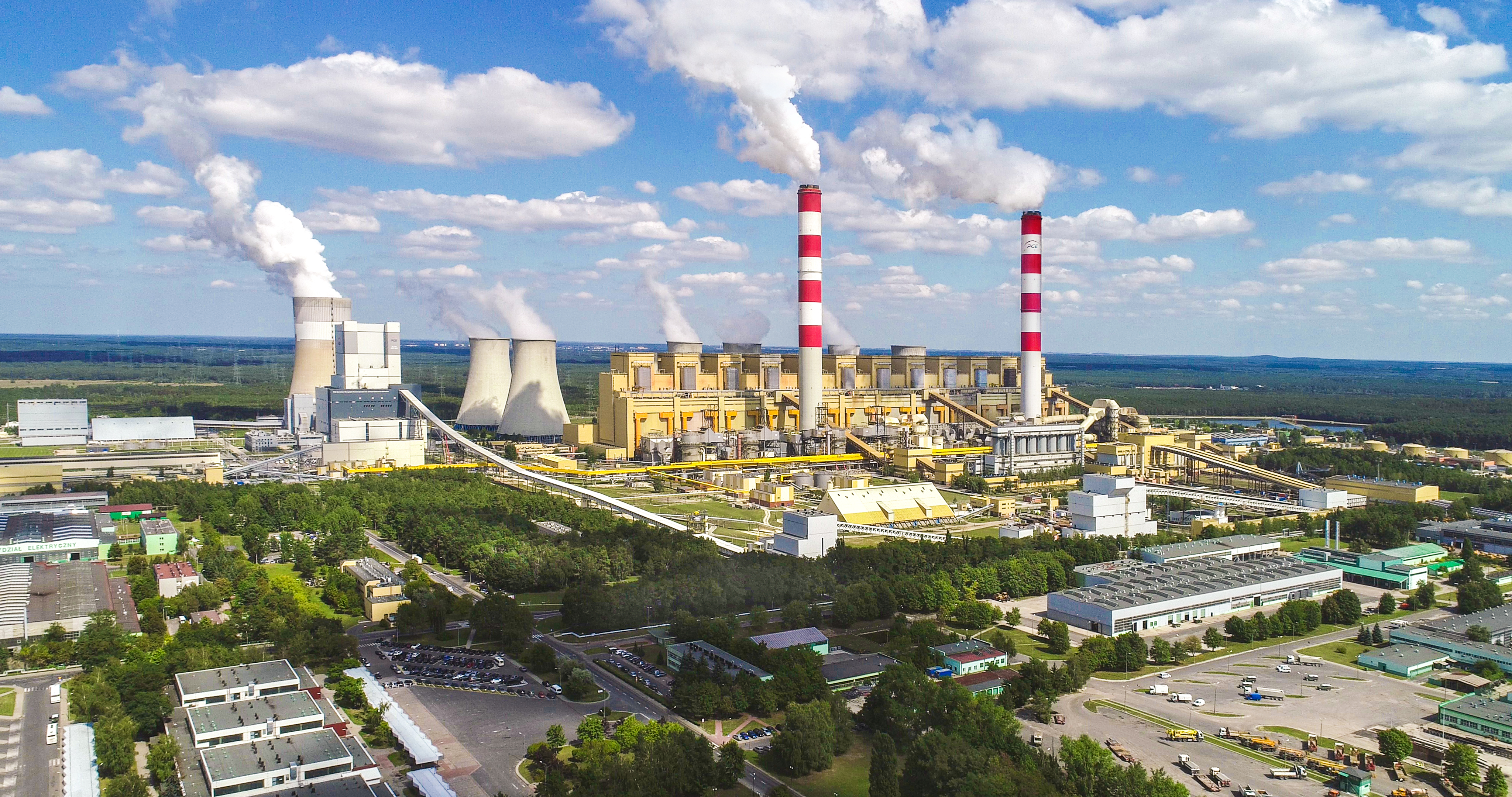
Elektrownia Bełchatów

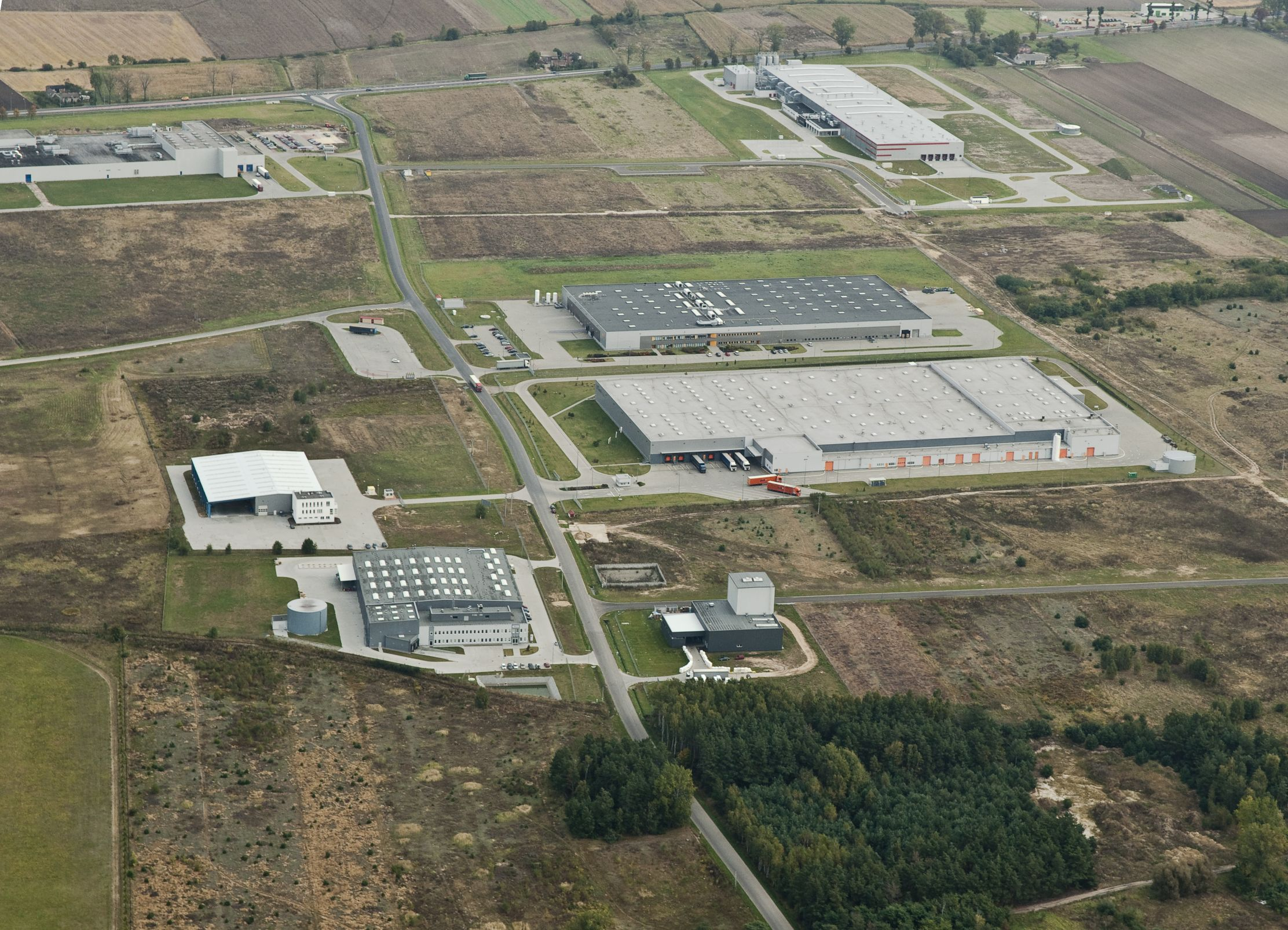
Podstrefa Kutno Łódzkiej Specjalnej Strefy Ekonomicznej

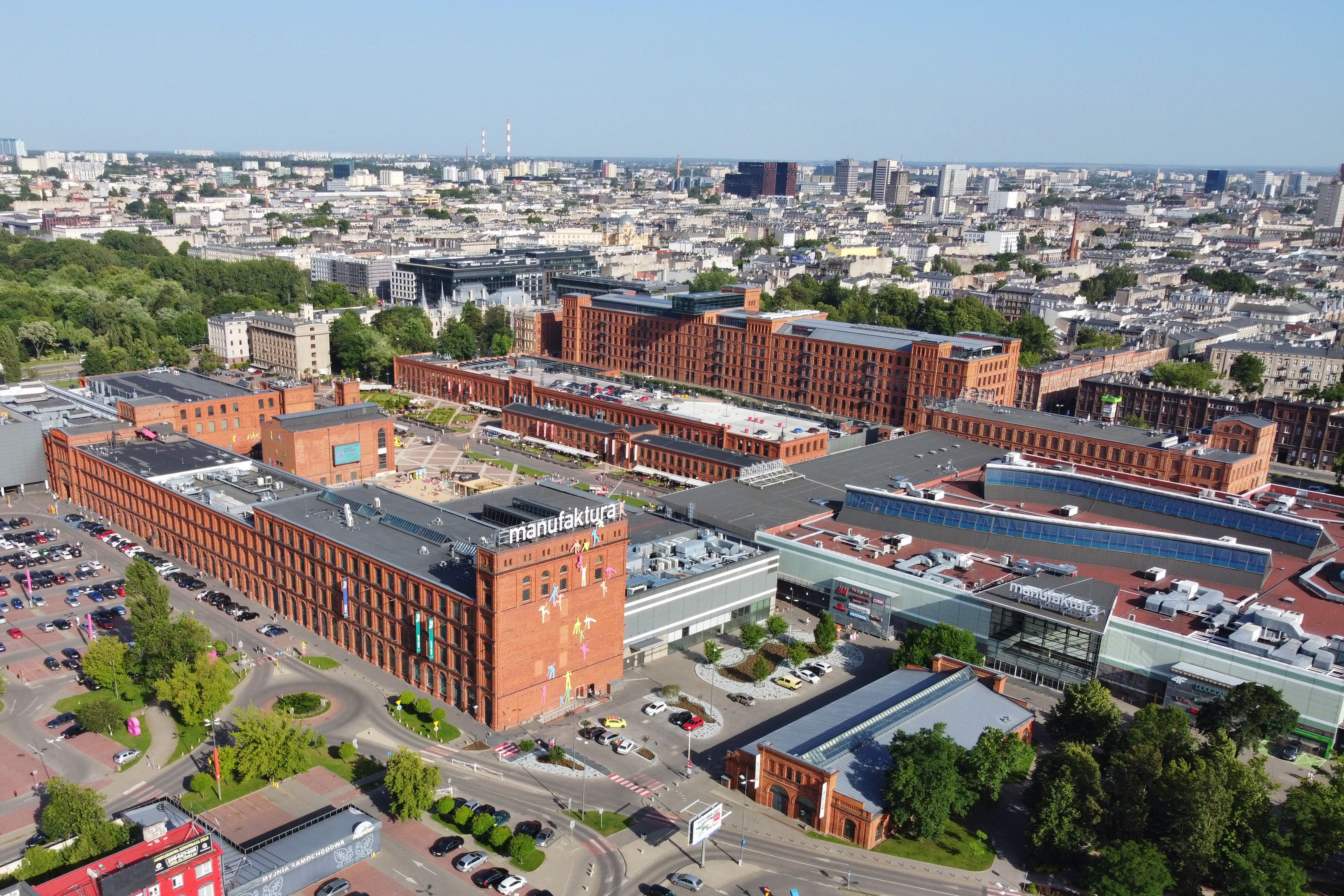
Manufaktura

W 2012 produkt krajowy brutto woj. łódzkiego wynosił 98,8 mld zł, co stanowiło 6,1% PKB Polski. Produkt krajowy brutto na 1 mieszkańca wynosił 39,0 tys. zł (93,2% średniej krajowej), co plasowało łódzkie na 6. miejscu względem innych województw.
Przeciętne miesięczne wynagrodzenie mieszkańca woj. łódzkiego w 3. kwartale 2011 wynosiło 3316,60 zł, co lokowało je na 9. miejscu względem wszystkich województw.
W końcu marca 2012 liczba zarejestrowanych bezrobotnych w województwie obejmowała ok. 152,8 tys. mieszkańców, co stanowi stopę bezrobocia na poziomie 13,8% do aktywnych zawodowo.
W 2019 roku bezrobocie rejestrowane w województwie wynosiło 5,4% (6,1% wśród kobiet i 4,8% wśród mężczyzn) natomiast średnie wynagrodzenie brutto 4 441zł.
Według danych z 2016 2,7% mieszkańców w gospodarstwach domowych woj. łódzkiego miało wydatki poniżej granicy ubóstwa skrajnego (tzn. znajdowało się poniżej minimum egzystencji).

### Zasoby surowców mineralnych
- węgiel brunatny – Bełchatów (największa kopalnia w Europie),

### Przemysł
Największe ośrodki:
- Łódzki Okręg Przemysłowy (dawniej włókienniczy)
- Piotrkowsko-Bełchatowski Okręg Przemysłowy (Bełchatów – energetyka, górnictwo, Piotrków Trybunalski – przemysł precyzyjny, logistyka)

Największe przedsiębiorstwa przemysłowe (według przychodów ogółem):
- Elektrownia Bełchatów w Rogowcu
- Zakład Energetyczny Łódź – Teren SA (obecnie część PGE)
- Dalkia Łódź SA (dawniej Zespół Elektrociepłowni w Łodzi)
- Łódzki Zakład Energetyczny SA (obecnie część PGE)
- Łódzka Specjalna Strefa Ekonomiczna

## Transport

### Transport drogowy

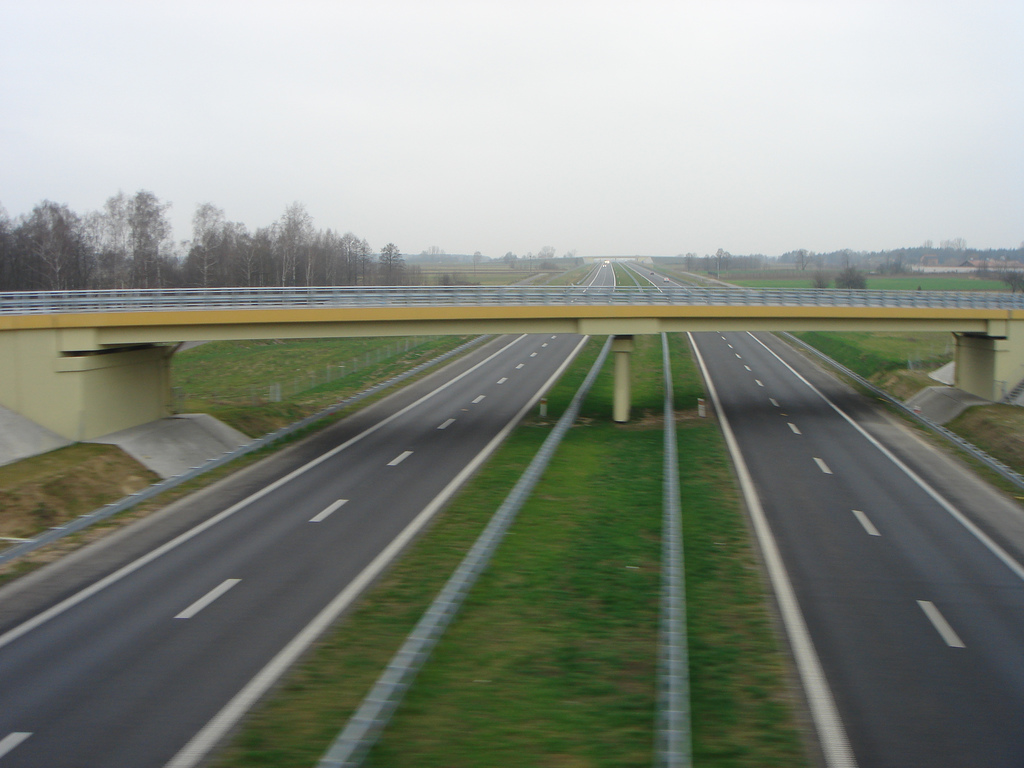
Fragment autostrady A2 w pobliżu Strykowa

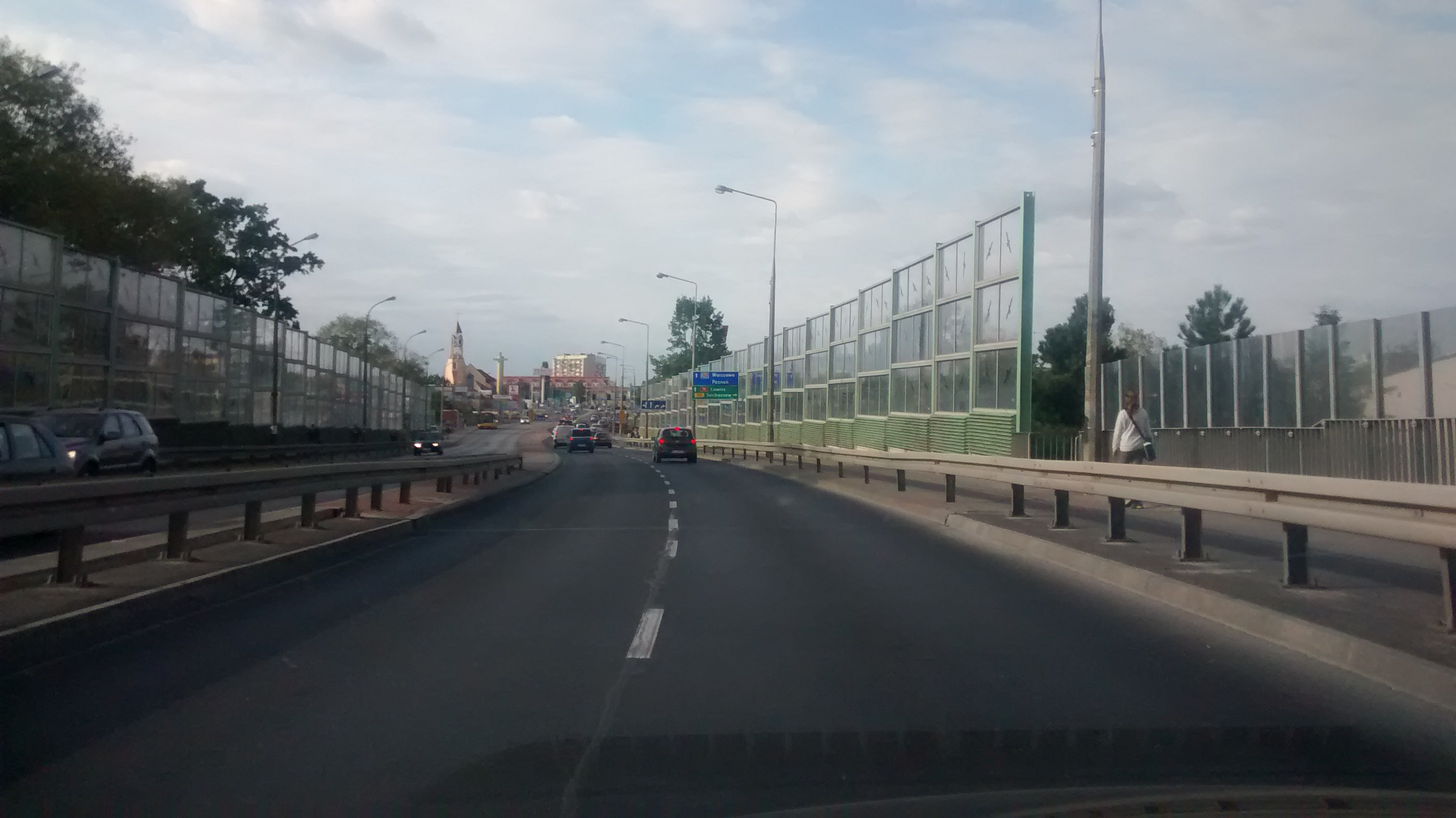
Droga krajowa 70 w Skierniewicach

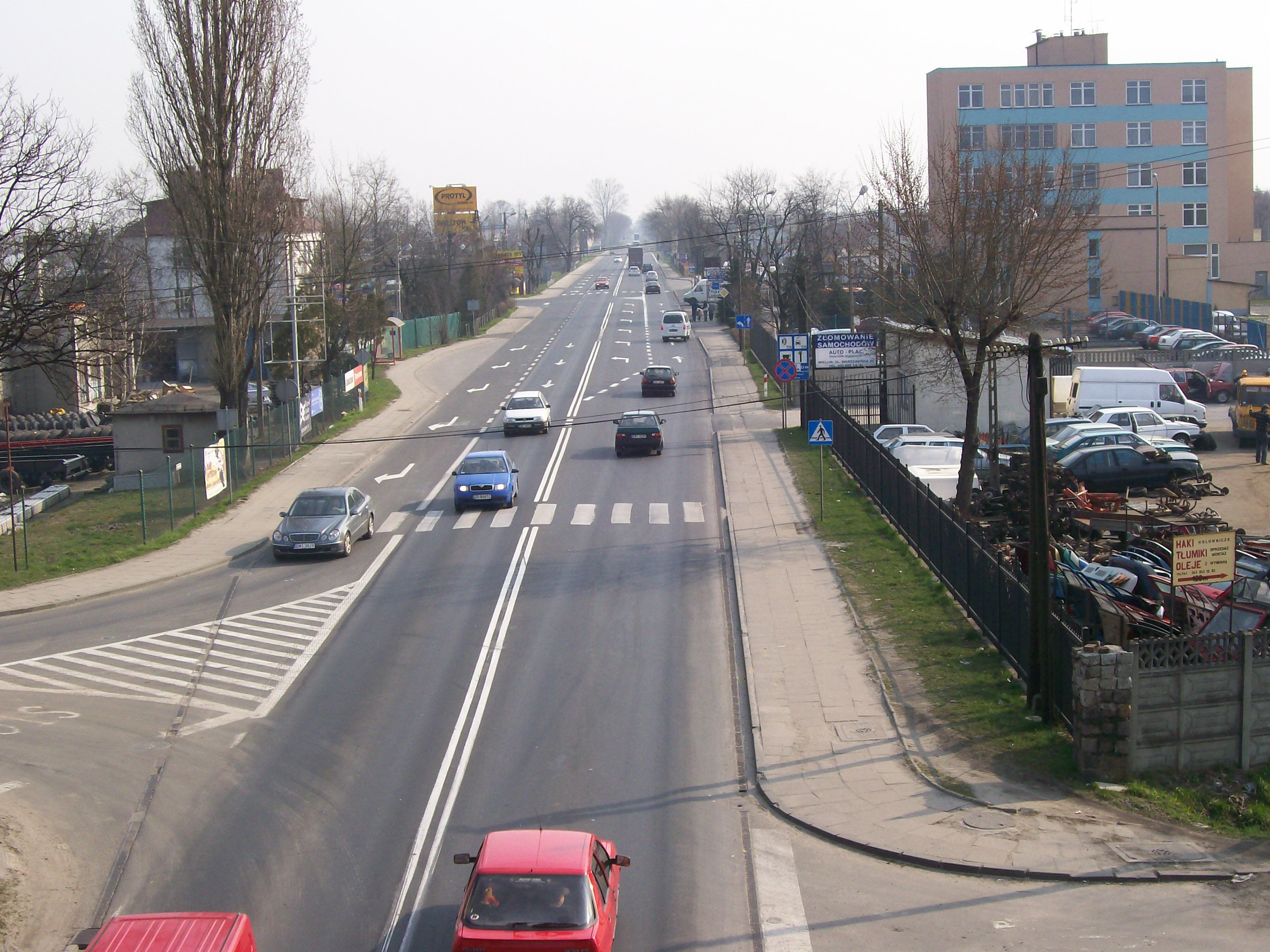
Fragment ulicy Warszawskiej (dawna droga DK74) w Wieluniu

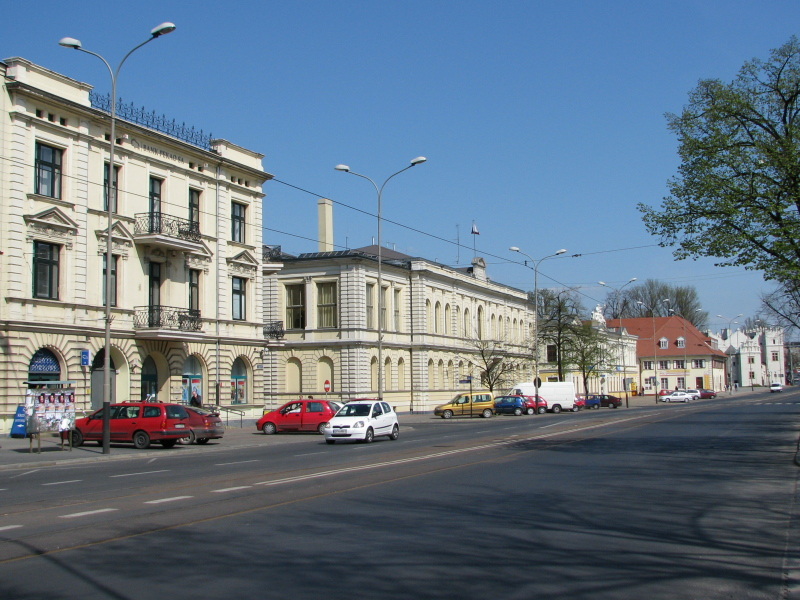
Ulica Zamkowa w centrum Pabianic

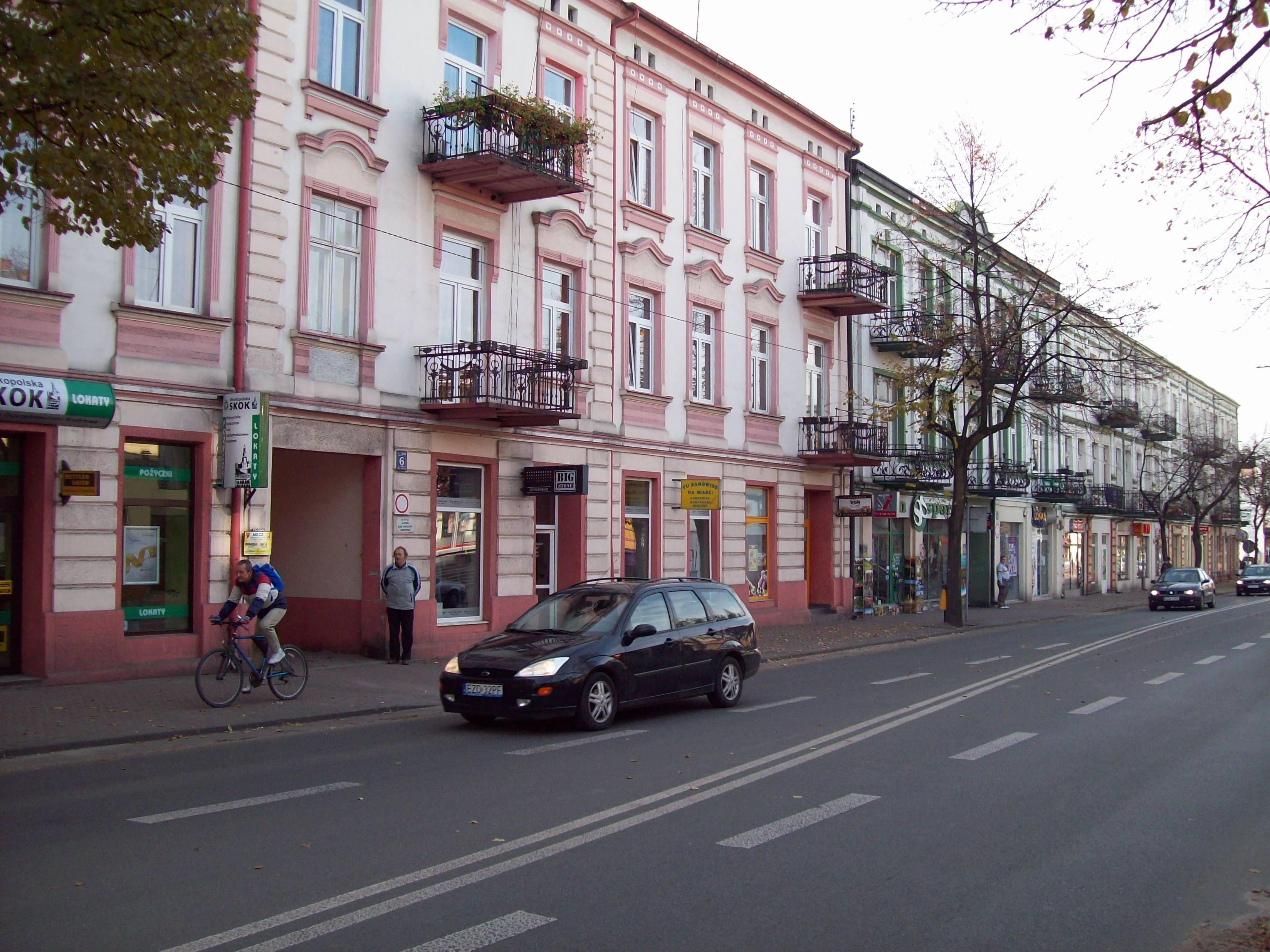
Ulica Łaska w Zduńskiej Woli – oś tego miasta

| Droga | Trasa | Obecna długość w województwie | Uwagi                                       |
| ----- | --- | ----------------------------- | ------------------------------------------- |
| A1E75 | S6 Gdańsk – Toruń – Łódź – Piotrków Trybunalski – Częstochowa – Gliwice – Gorzyczki – granica państwa z Czechami | ~166 km                       |                                             |
| A2E30 | granica państwa z Niemcami – Świecko – Poznań – Łódź – Warszawa (węzeł „Konotopa”) – ... – Warszawa (węzeł „Lubelska”) – Biała Podlaska – Kukuryki – granica państwa z Białorusią                                                                         | 106,2 km                      |                                             |
| S8E67 | Wrocław (Psie Pole) – Kępno – Sieradz – A1 (Łódź) – ... – A1 (Piotrków Trybunalski) – Rawa Mazowiecka – Warszawa – Ostrów Mazowiecka – Zambrów – Choroszcz S19                                                                                            | 209 km                        |                                             |
| 12    | granica państwa z Niemcami – Łęknica – Drożów 3 – Głogów – Leszno – Jarocin – Kalisz – Sieradz – Piotrków Trybunalski – Sulejów – Radom – Zwoleń – Puławy – Lublin – Dorohusk – granica państwa z Ukrainą                                                 | 179 km                        |                                             |
| S12   | A1 Piotrków Trybunalski – Sulejów – Radom – Puławy – Kurów – Lublin – Piaski – Chełm – Dorohusk – granica państwa z Ukrainą | –                             | W województwie brak odcinków w eksploatacji |
| 14    | Łowicz – Stryków – Łódź – Pabianice S14 | 70 km                         |                                             |
| S14   | Zachodnia Obwodnica Łodzi A2 – S8 | 41,1 km                       | Czynny odcinek rondo Emilia – Róża.         |
| 42    | Namysłów – Kluczbork – Praszka – Rudniki – Działoszyn – Pajęczno – Nowa Brzeźnica – Radomsko – Przedbórz – Ruda Maleniecka – Końskie – Skarżysko-Kamienna – Rudnik                                                                                        | 97,8 km                       |                                             |
| 43    | Wieluń 45 – Rudniki – Kłobuck – Częstochowa | 16 km                         |                                             |
| 45    | Zabełków 78 – Krzyżanowice – Racibórz – Krapkowice – Opole – Bierdzany – Kluczbork – Praszka – Wieluń – Złoczew | 32,6 km                       |                                             |
| 48    | Tomaszów Mazowiecki – Inowłódz – Klwów – Potworów – Białobrzegi – Głowaczów – Kozienice – Słowiki Nowe – Sieciechów – Opactwo – Dęblin – Moszczanka – Kock                                                                                                | 35,9 km                       |                                             |
| 60    | Łęczyca – Kutno – Gostynin – Łąck – Płock – Bielsk – Drobin – Ciechanów – Różan – Ostrów Mazowiecka | 37,8 km                       |                                             |
| 70    | Łowicz – Skierniewice – Zawady | 41 km                         |                                             |
| 71    | Stryków – Zgierz | 15,5 km                       |                                             |
| 72    | Konin – Turek – Łódź – Rawa Mazowiecka | 121 km                        |                                             |
| 74    | S8 – Wieluń – Bełchatów – Piotrków Trybunalski – Sulejów – Żarnów – Ruda Maleniecka – Kielce – Łagów – Opatów – Ożarów – Annopol – Kraśnik – Janów Lubelski – Frampol – Gorajec – Szczebrzeszyn – Zamość – Hrubieszów – Zosin – granica państwa z Ukrainą | ~ 156 km                      |                                             |
| S74   | S12 (Sulejów) – Kielce – Opatów – Tarnobrzeg – Stalowa Wola – S19 (Nisko) | –                             | W województwie brak odcinków w eksploatacji |
| 83    | Turek – Sieradz | 36 km                         |                                             |
| 91    | Gdańsk – Tczew – A1 (węzeł „Nowe Marzy”) – Świecie – Toruń – Włocławek – Kowal – Łęczyca – Łódź – Głuchów – Piotrków Trybunalski – Kamieńsk – Radomsko – Kłomnice – Częstochowa                                                                           | 177 km                        |                                             |
| 92    | Warszawa – Sochaczew – Łowicz – Kutno – Koło – Konin – Września – Poznań – Rzepin | 75,3 km                       |                                             |

Na terenie województwa przebiega 1486,5 km dróg krajowych, 1360,5 km wojewódzkich, 7463,1 km powiatowych i 11142,8 km gminnych co daje łącznie 21452,9 km (2021 rok).

### Transport kolejowy
Czynne linie kolejowe na obszarze województwa:
- linia kolejowa nr 1 Warszawa Centralna → Katowice
- linia kolejowa nr 3 Warszawa Zachodnia → Frankfurt nad Odrą
- linia kolejowa nr 4 Grodzisk Mazowiecki → Zawiercie
- linia kolejowa nr 11 Skierniewice → Łowicz Główny
- linia kolejowa nr 12 Skierniewice → Łuków
- linia kolejowa nr 14 Łódź Kaliska → Forst-Baršć
- linia kolejowa nr 15 Bednary → Łódź Kaliska
- linia kolejowa nr 16 Łódź Widzew → Kutno
- linia kolejowa nr 17 Łódź Fabryczna → Koluszki
- linia kolejowa nr 18 Kutno → Piła Główna
- linia kolejowa nr 22 Tomaszów Mazowiecki → Radom
- linia kolejowa nr 24 Piotrków Trybunalski → Bełchatów → Zarzecze
- linia kolejowa nr 25 Łódź Kaliska → Dębica
- linia kolejowa nr 33 Kutno → Brodnica
- linia kolejowa nr 53 Tomaszów Mazowiecki → Spała
- linia kolejowa nr 131 Chorzów Batory → Tczew
- linia kolejowa nr 181 Herby Nowe → Oleśnica
- linia kolejowa nr 458 Łódź Fabryczna → Łódź Widzew
- Kolej Wąskotorowa Rogów – Rawa – Biała

Planowana jest budowa szybkiej kolei łączącej Łódź z Warszawą, Poznaniem i Wrocławiem, tzw. linii „Y”.
Województwo łódzkie jest właścicielem Łódzkiej Kolei Aglomeracyjnej, która obsługuje ruch pasażerski na wybranych liniach kolejowych.

#### Tabor kolejowy
Województwo Łódzkie jest właścicielem 49 elektrycznych zespołów trakcyjnych i pięciu elektryczno-spalinowych zespołów trakcyjnych zakupionych przez Urząd Marszałkowski lub ŁKA. Przewoźnikami obsługującymi połączenia w województwie są Polregio oraz Łódzka Kolej Aglomeracyjna. Choć żaden spalinowy szynobus nie jest własnością województwa, to jednak Polregio eksploatuje pojedyncze egzemplarze serii SA135 i SA139 na linii kolejowej nr 25.
| Seria   | Typ           | Numery                                  | Liczba | Producent / Modernizator      | Własność                   | Użytkownik                 | Źródło        |
| ------- | ------------- | --------------------------------------- | ------ | ----------------------------- | -------------------------- | -------------------------- | ------------- |
| EN57    | Pafawag 5B/6B | 1044, 1479                              | 2      | Pafawag                       | UM                         | Polregio                   | [ 41 ]        |
| EN57AKŁ | Pafawag 5B/6B | 1226, 1452                              | 2      | Pafawag Newag                 | UM                         | Polregio                   | [ 41 ]        |
| EN57AKM | Pafawag 5B/6B | 3003 ÷ 3005                             | 3      | Pafawag ZNTK Mińsk Mazowiecki | UM                         | Polregio                   |               |
| EN57AL  | Pafawag 5B/6B | 753, 959, 1222, 1251, 1768 ÷ 1770, 1825 | 8      | Pafawag ZNTK Mińsk Mazowiecki | UM                         | Polregio                   |               |
| L4268   | L4268         | 001 ÷ 020                               | 20     | Stadler                       | UM                         | Łódzka Kolej Aglomeracyjna | [ 42 ]        |
| 36WEd   | 36WEd         | 001 ÷ 014                               | 14     | Newag                         | Łódzka Kolej Aglomeracyjna | Łódzka Kolej Aglomeracyjna | [ 43 ]        |
| 36WEha  | 36WEha        | 001 ÷ 005                               | 5      | Newag                         | Łódzka Kolej Aglomeracyjna | Łódzka Kolej Aglomeracyjna | [ 44 ] [ 45 ] |

### Transport lotniczy

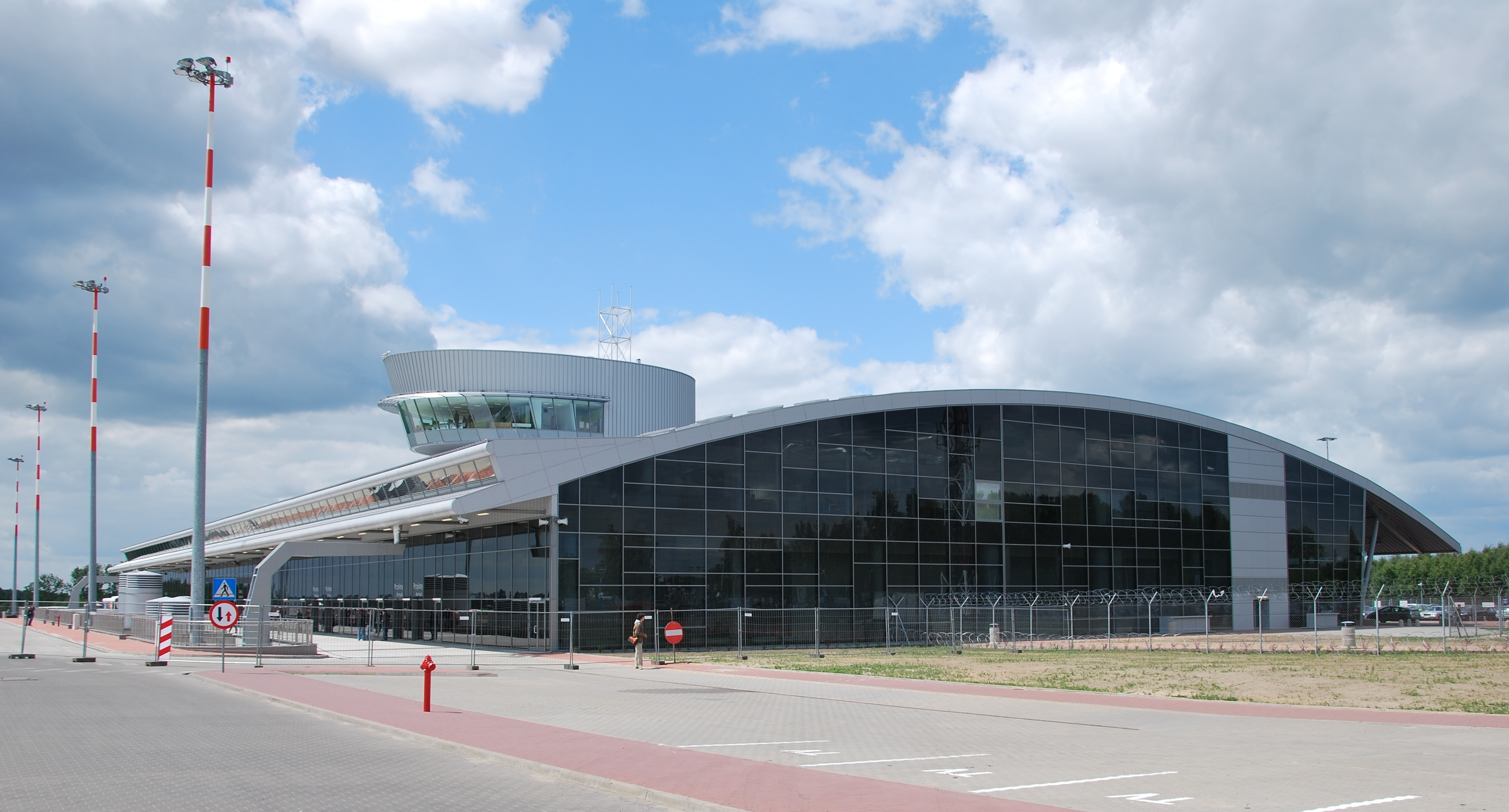
Terminal I portu lotniczego Lublinek

Na obszarze województwa zlokalizowane są następujące lotniska:
- Lotnisko Goszczanów – wielofunkcyjne o nawierzchni trawiastej
- Lotnisko Kamieńsk-Orla Góra – przemysłowe o nawierzchni asfaltobetonowej
- Lotnisko Łęczyca-Leźnica Wielka – wojskowa baza lotnicza
- Port lotniczy Łódź-Lublinek – port lotniczy o międzynarodowym regularnym ruchu pasażerskim
- Lotnisko Łask – wojskowa baza lotnicza mogąca przyjmować samoloty cywilne
- Lotnisko Piotrków Trybunalski – wielofunkcyjne o nawierzchni asfaltobetonowej
- Lotnisko Tomaszów Mazowiecki – wojskowa baza lotnicza

## Ochrona środowiska

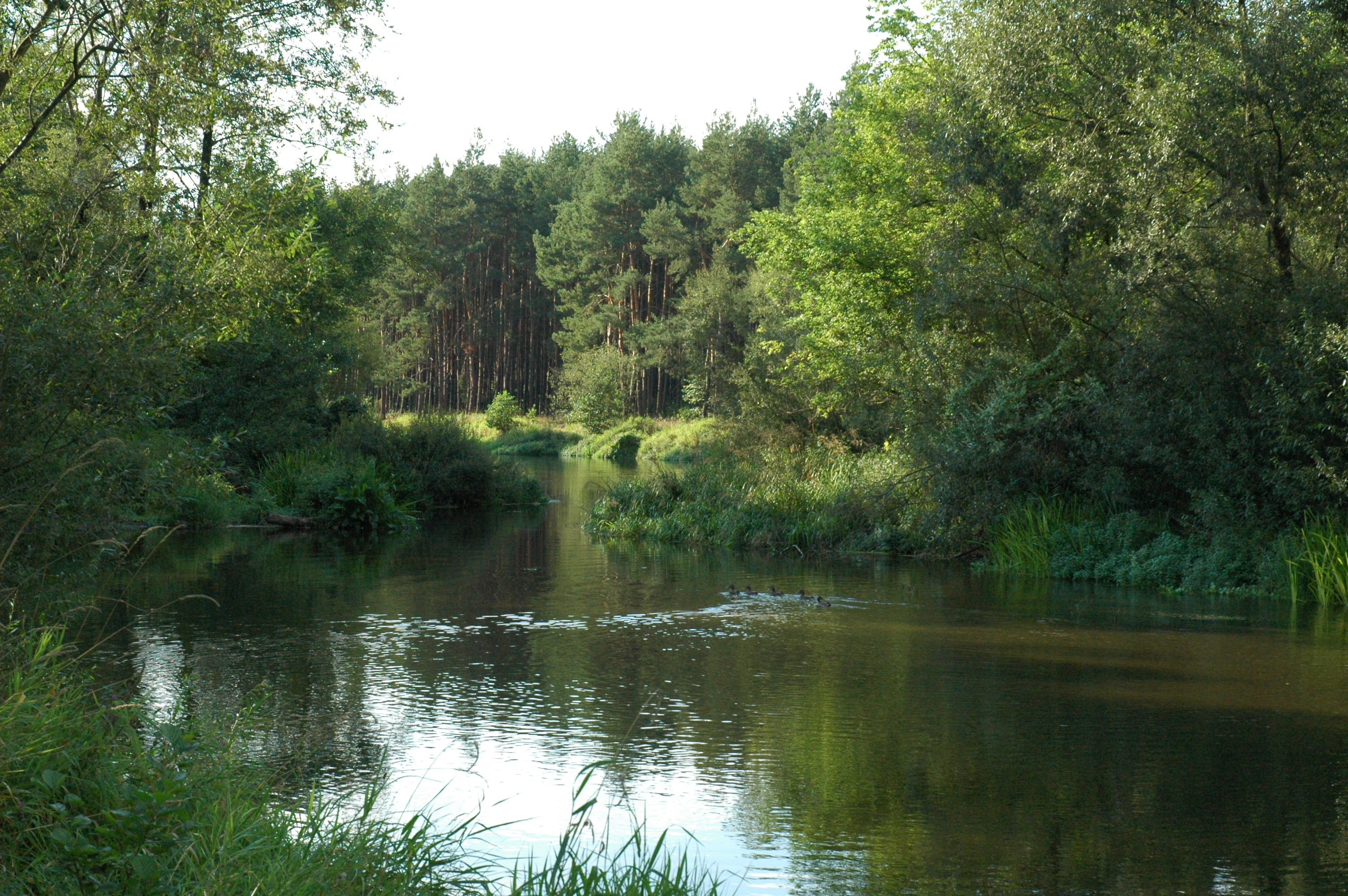
Załęczański Park Krajobrazowy – Warta w okolicy Lisowic.

System ochrony krajobrazu obejmuje prawie 9% powierzchni województwa (ok. 1800 km²). Istnieje 89 rezerwatów i 7 parków krajobrazowych:
- Załęczański Park Krajobrazowy,
- Przedborski Park Krajobrazowy,
- Sulejowski Park Krajobrazowy,
- Spalski Park Krajobrazowy,
- Park Krajobrazowy Międzyrzecza Warty i Widawki,
- Park Krajobrazowy Wzniesień Łódzkich,
- Bolimowski Park Krajobrazowy.

## Nauka i oświata

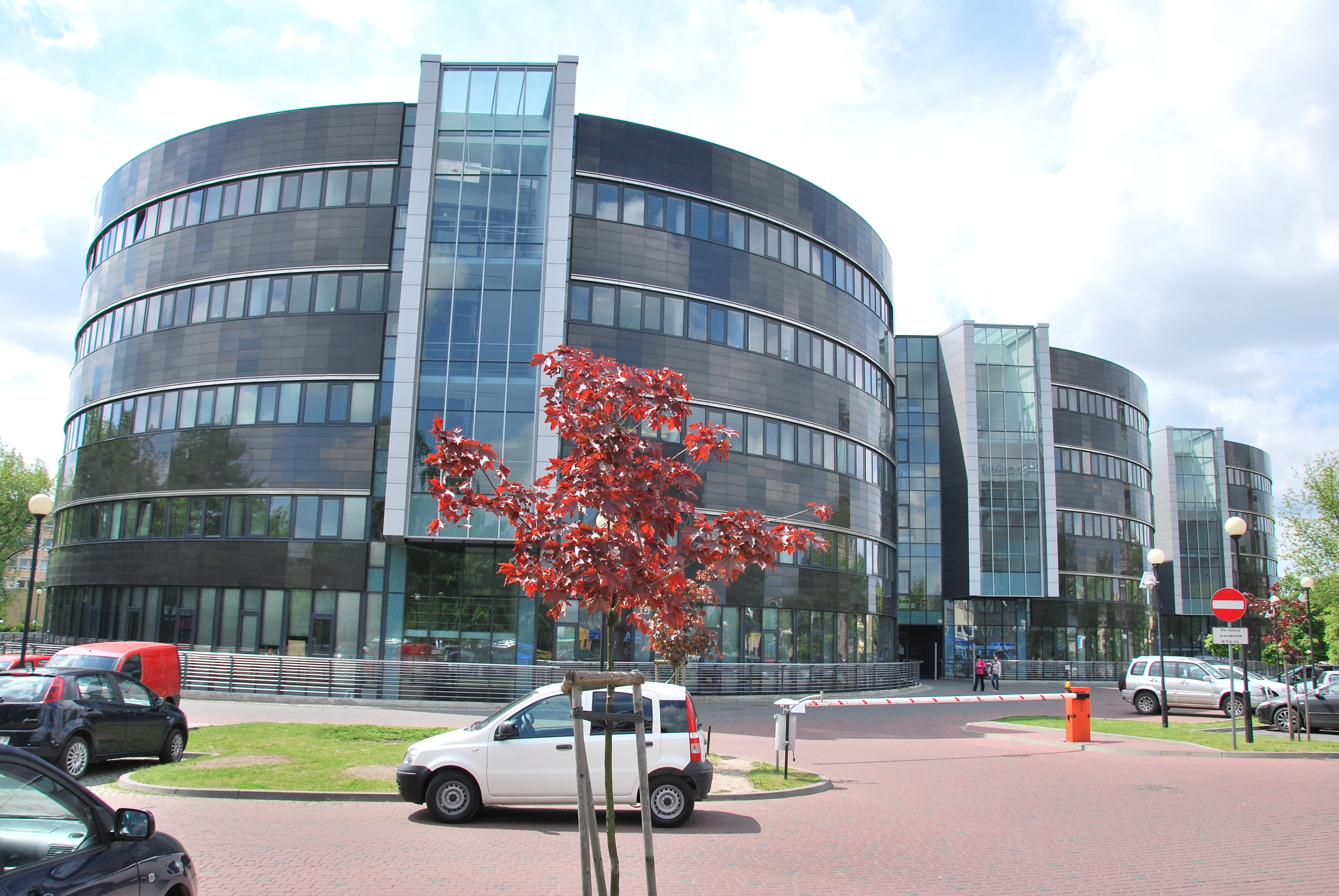
Budynek wydziału prawa Uniwersytetu Łódzkiego

Uczelnie publiczne (Akademia Sztuk Pięknych, Akademia Muzyczna, Państwowa Wyższa Szkoła Filmowa, Telewizyjna i Teatralna, Politechnika Łódzka, Uniwersytet Medyczny w Łodzi i największa uczelnia regionu – Uniwersytet Łódzki) oraz 22 uczelnie niepubliczne w samej Łodzi, w tym największa w Polsce uczelnia niepubliczna AHE. Istnieje także wiele oddziałów filialnych w większych miastach regionu (Tomaszów Mazowiecki, Piotrków Trybunalski, Skierniewice, Bełchatów, Sieradz, Kutno).

## Bezpieczeństwo publiczne
W województwie łódzkim działa centrum powiadamiania ratunkowego, które znajduje się w Łodzi i które obsługuje zgłoszenia alarmowe kierowane do numerów alarmowych 112, 997, 998 i 999.